# 特魯斯卡韋茨
特魯斯卡韋茨（羅馬化：Truskavets）是乌克兰西部利沃夫州德羅霍貝奇區特鲁斯卡韦茨市镇内的城市及该市镇的行政中心，2020年7月18日前为该州的州辖市。該市面積7.74平方公里，海拔高度378米，2022年人口数量为28,297人。

## 图集

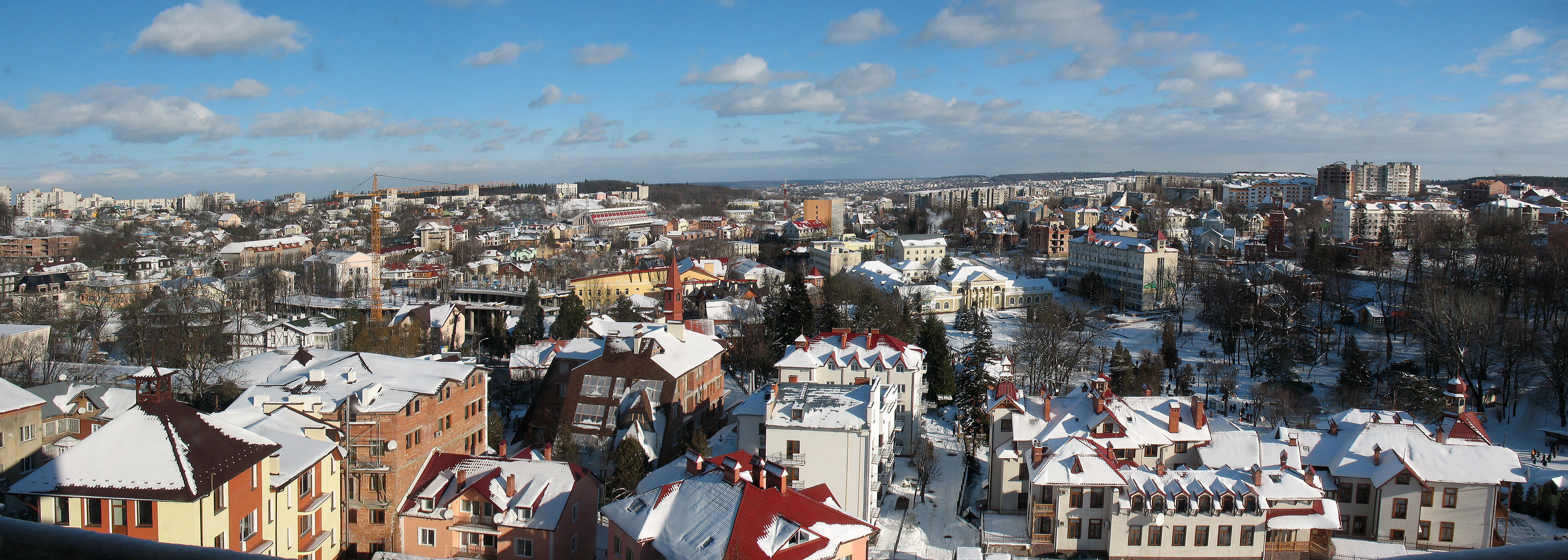
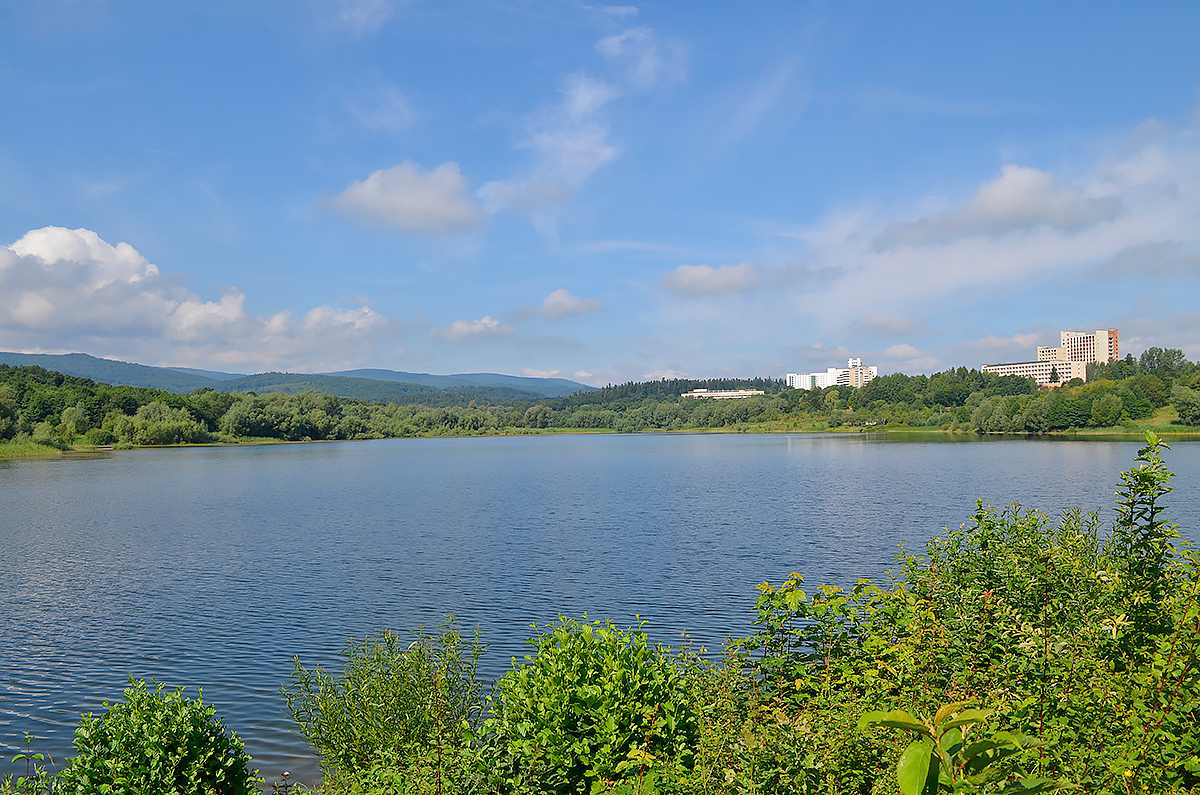
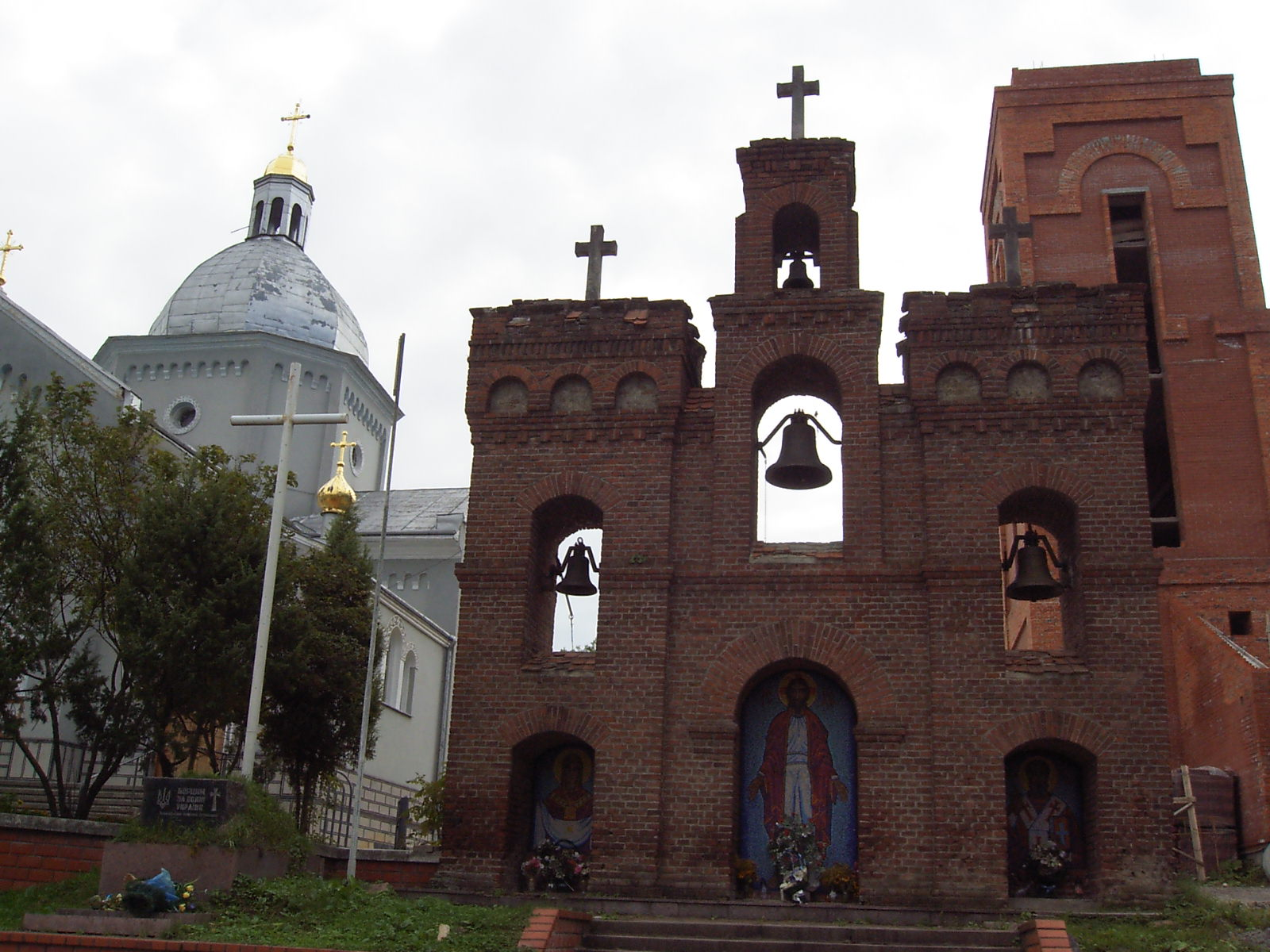
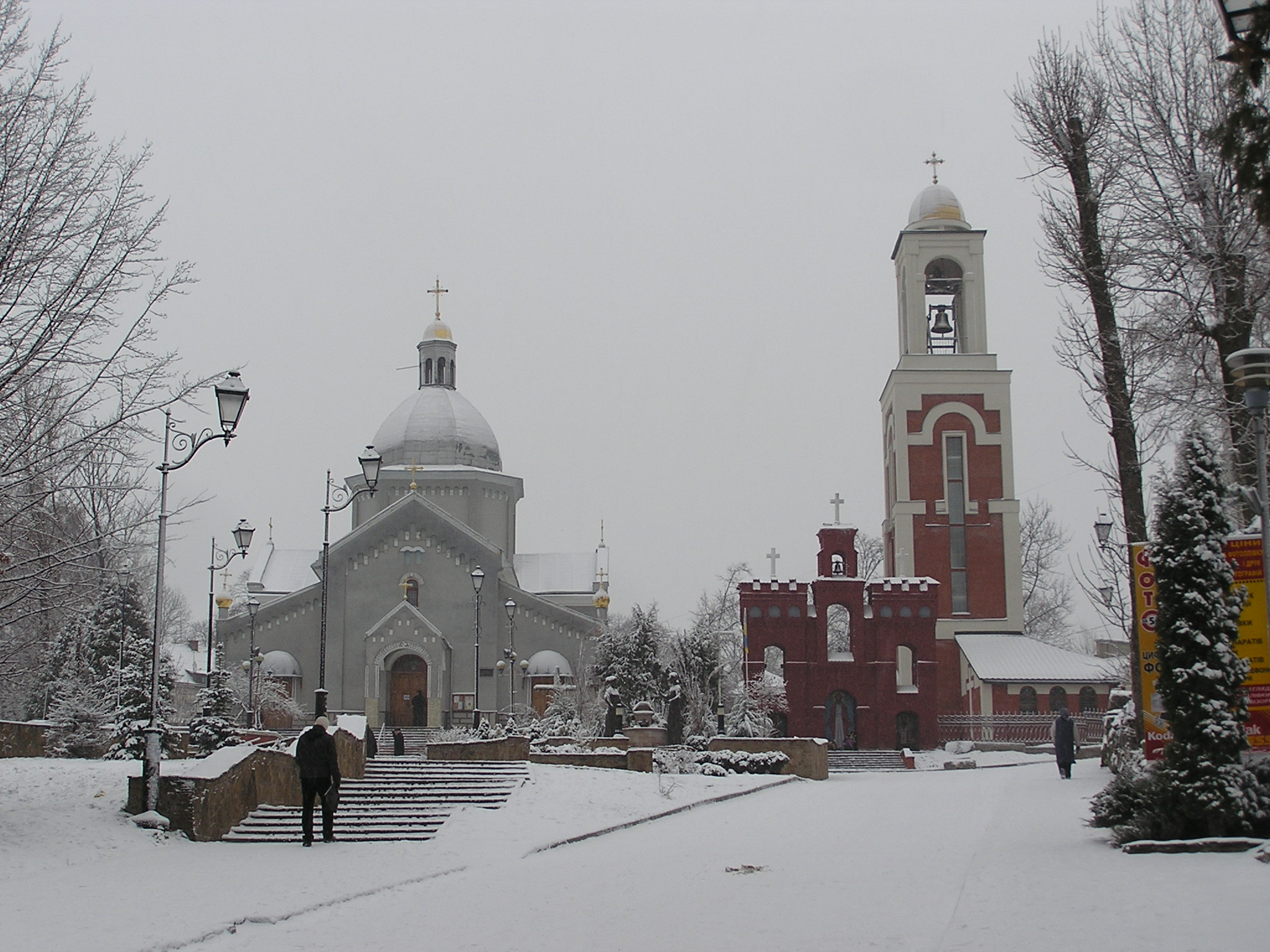
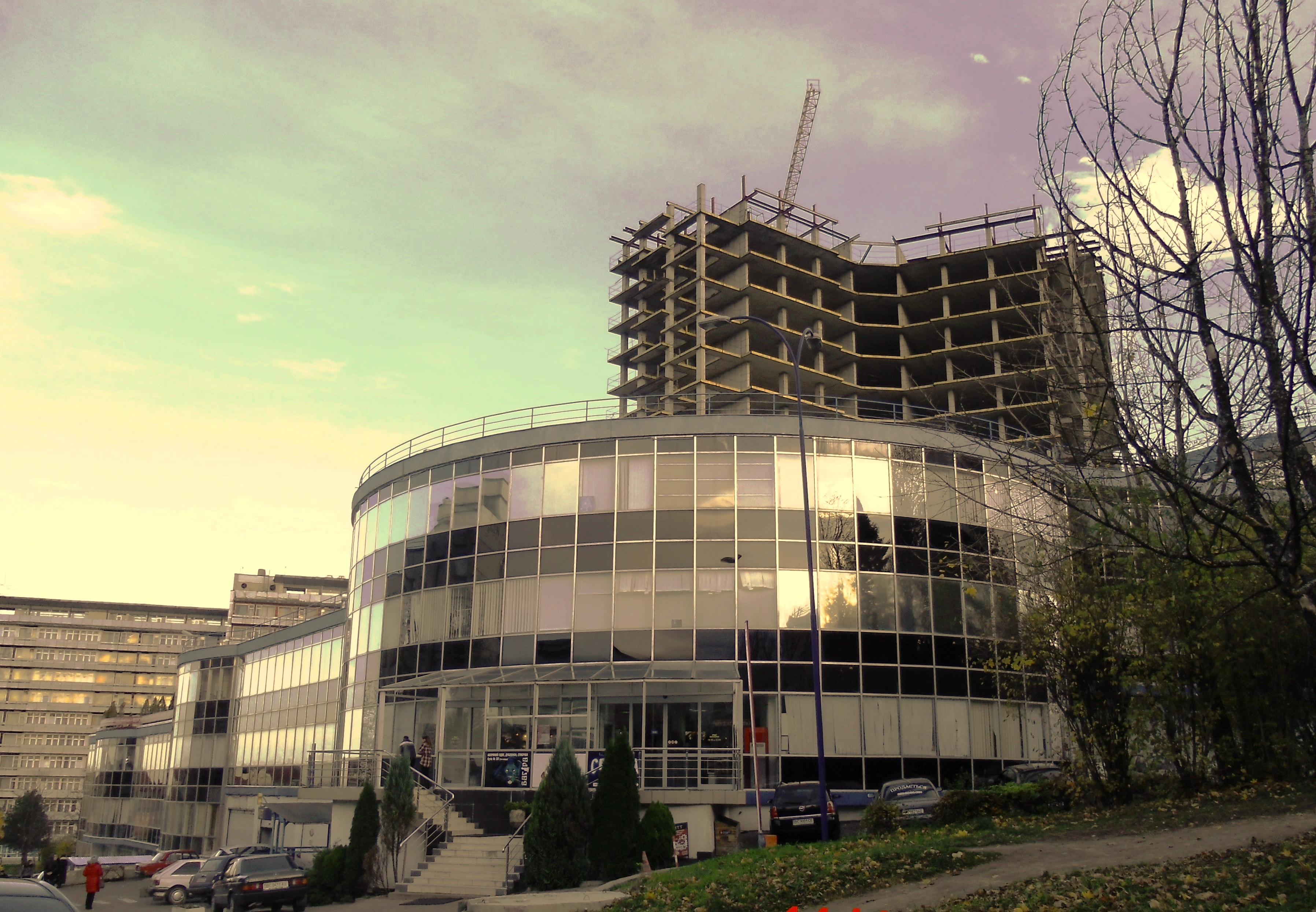
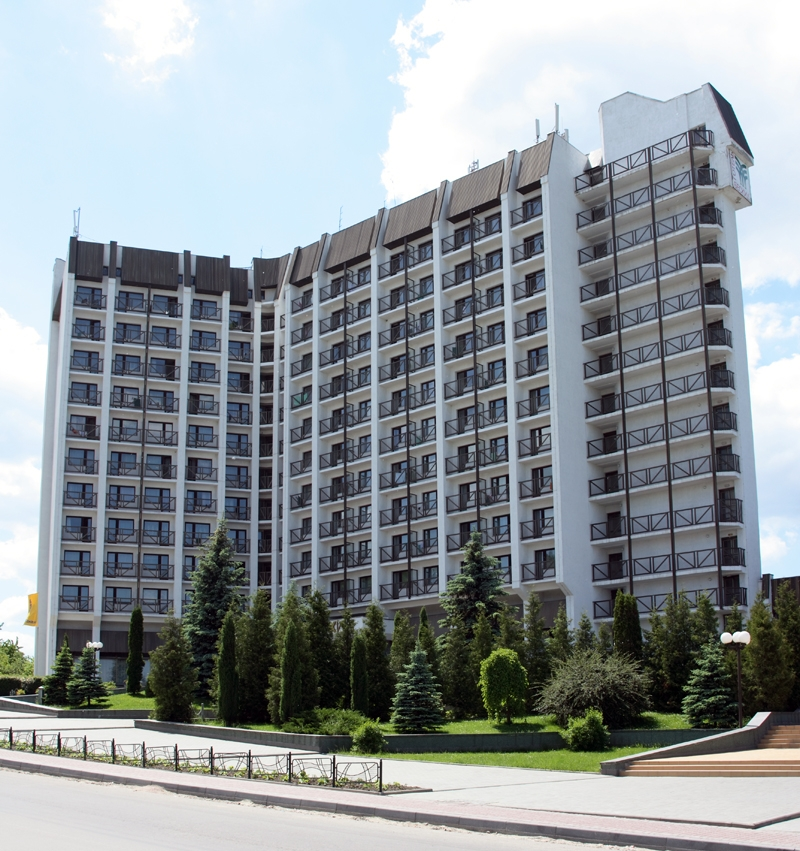
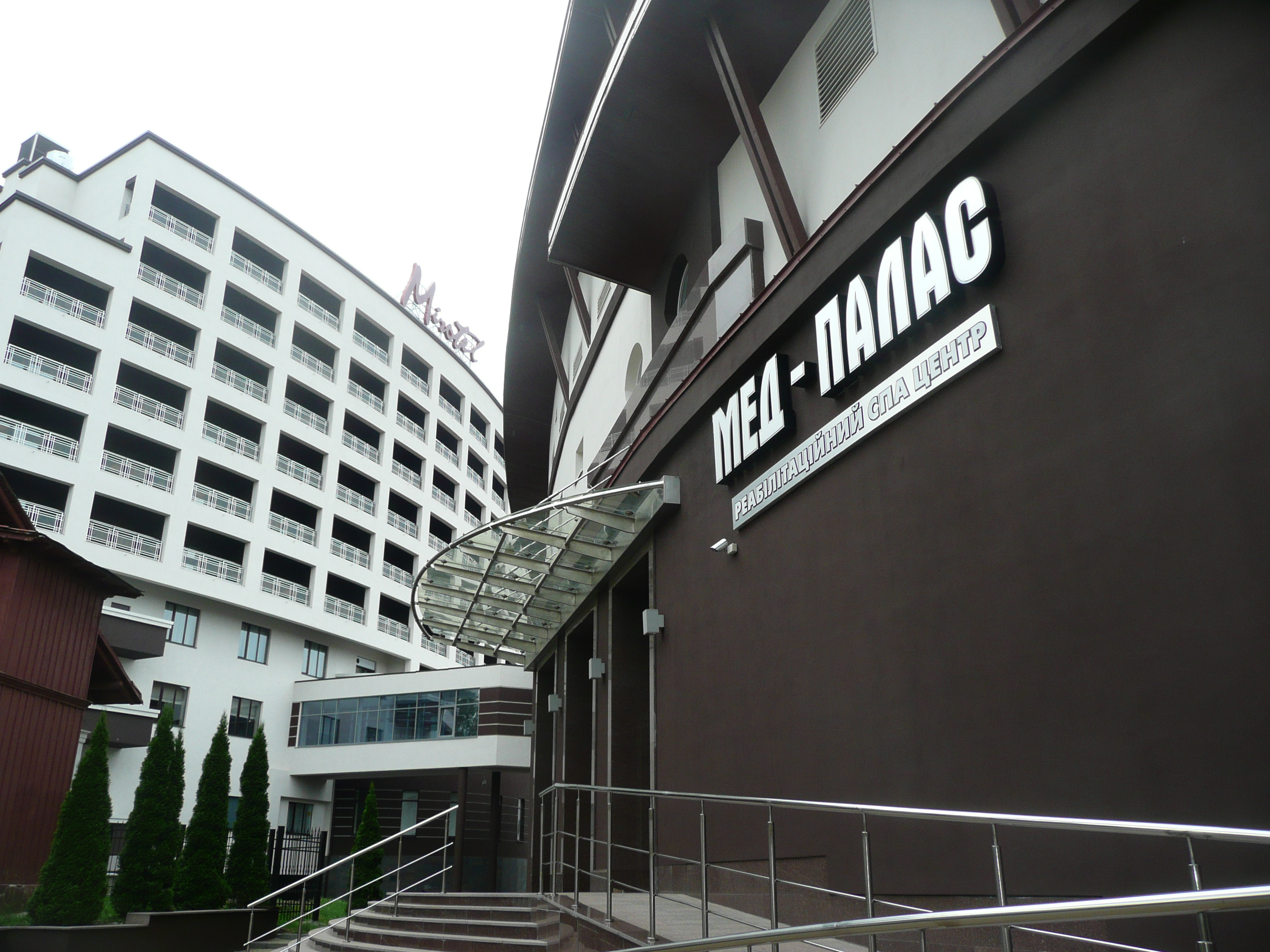
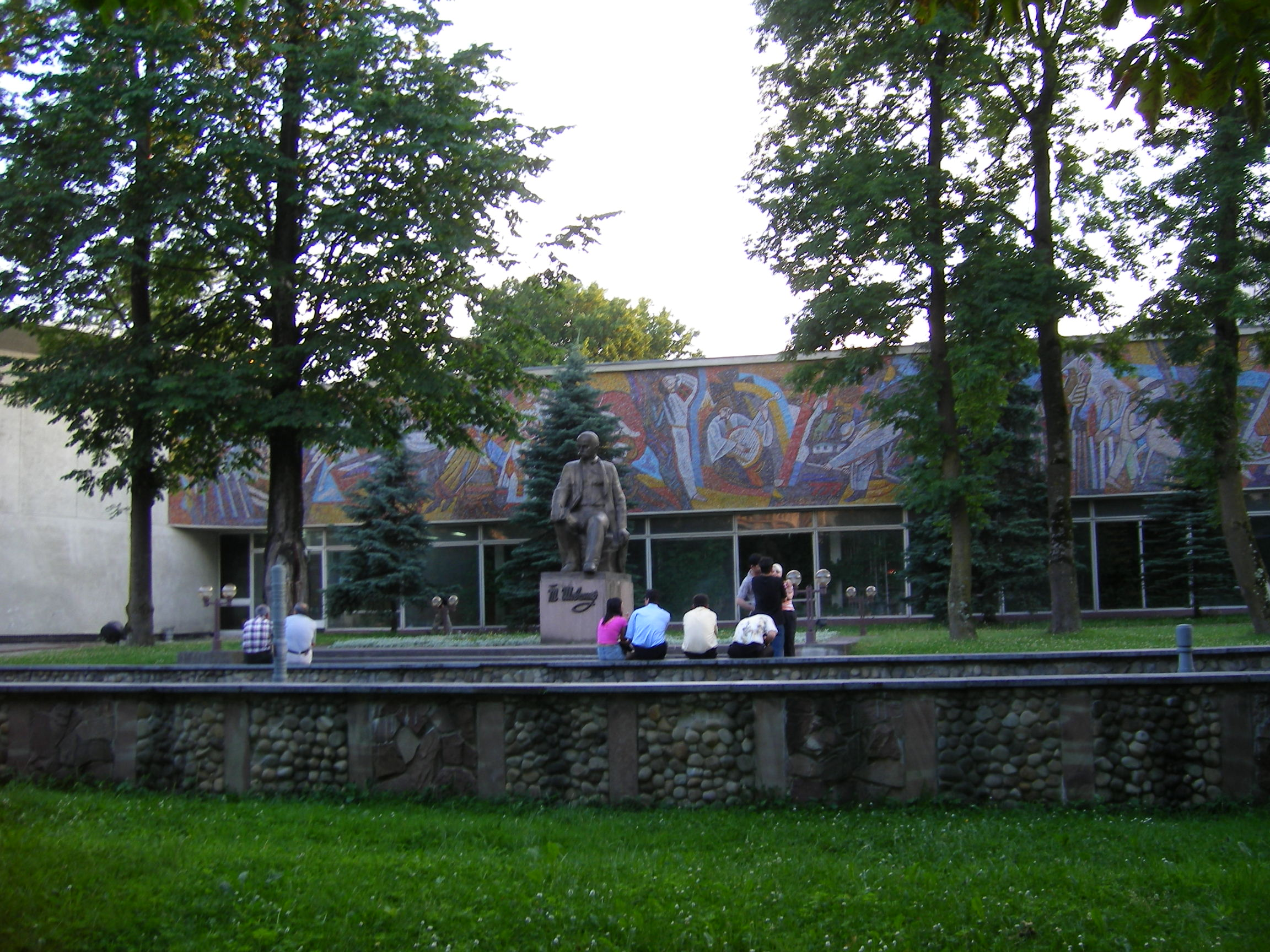
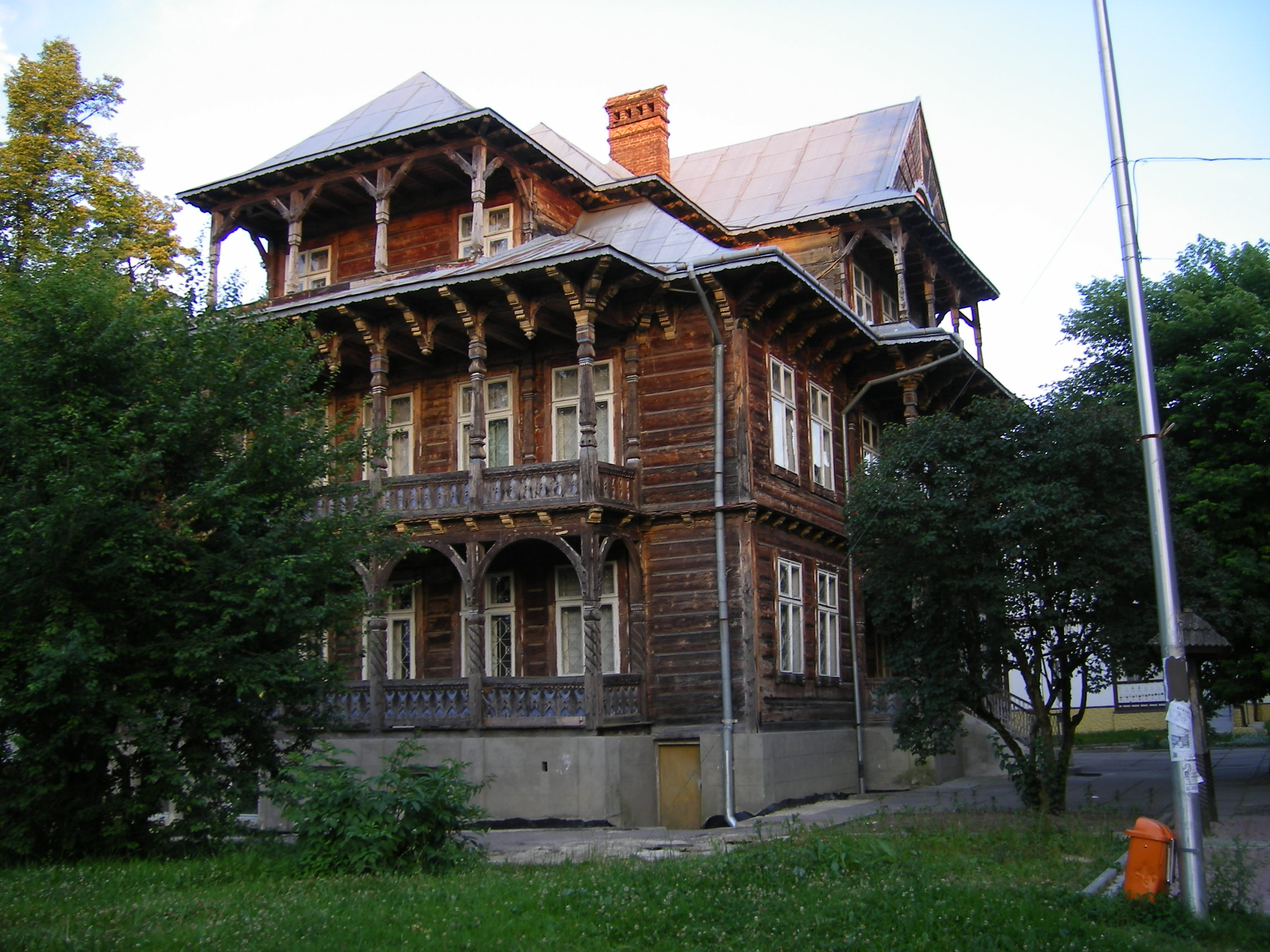
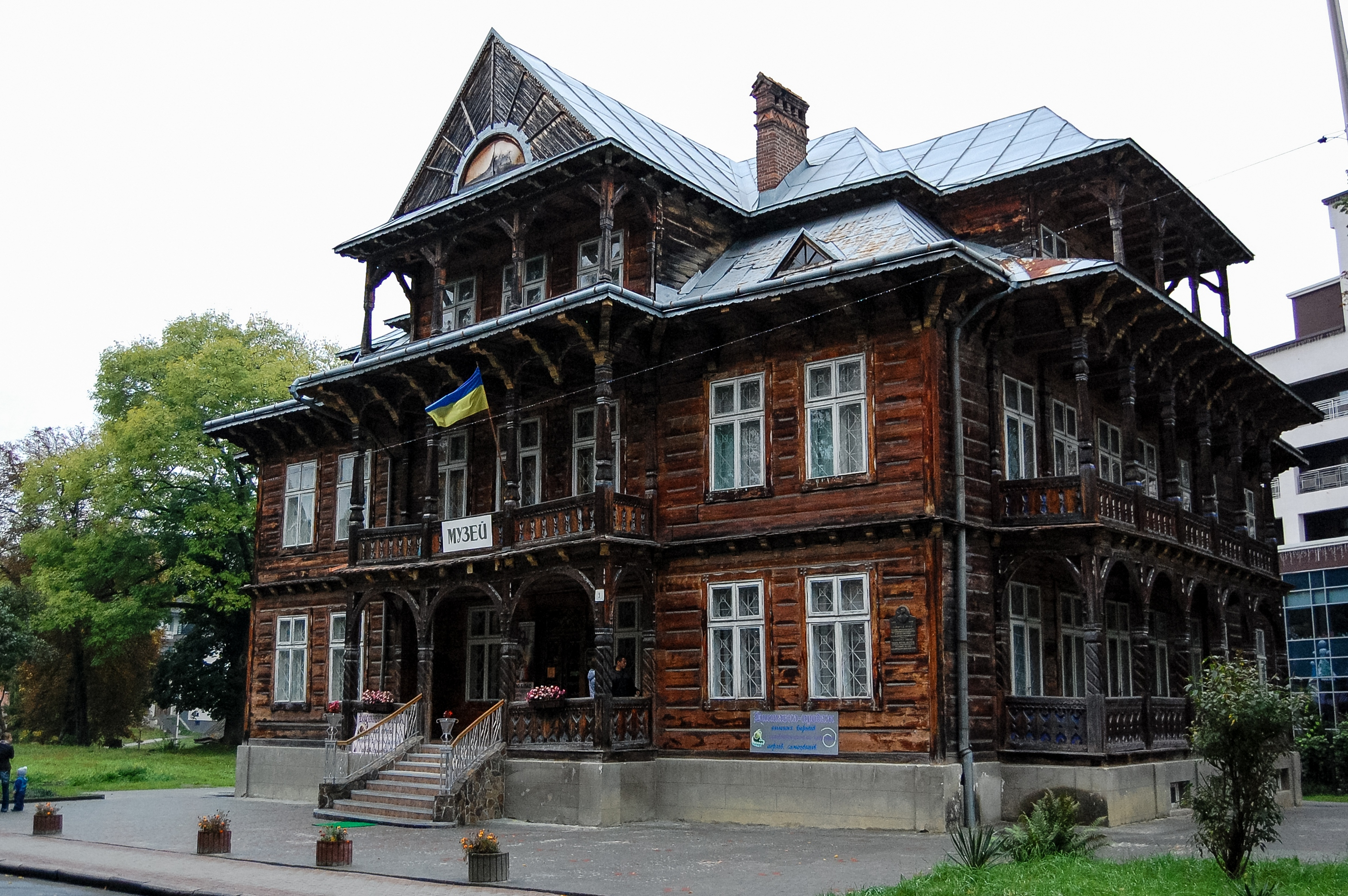
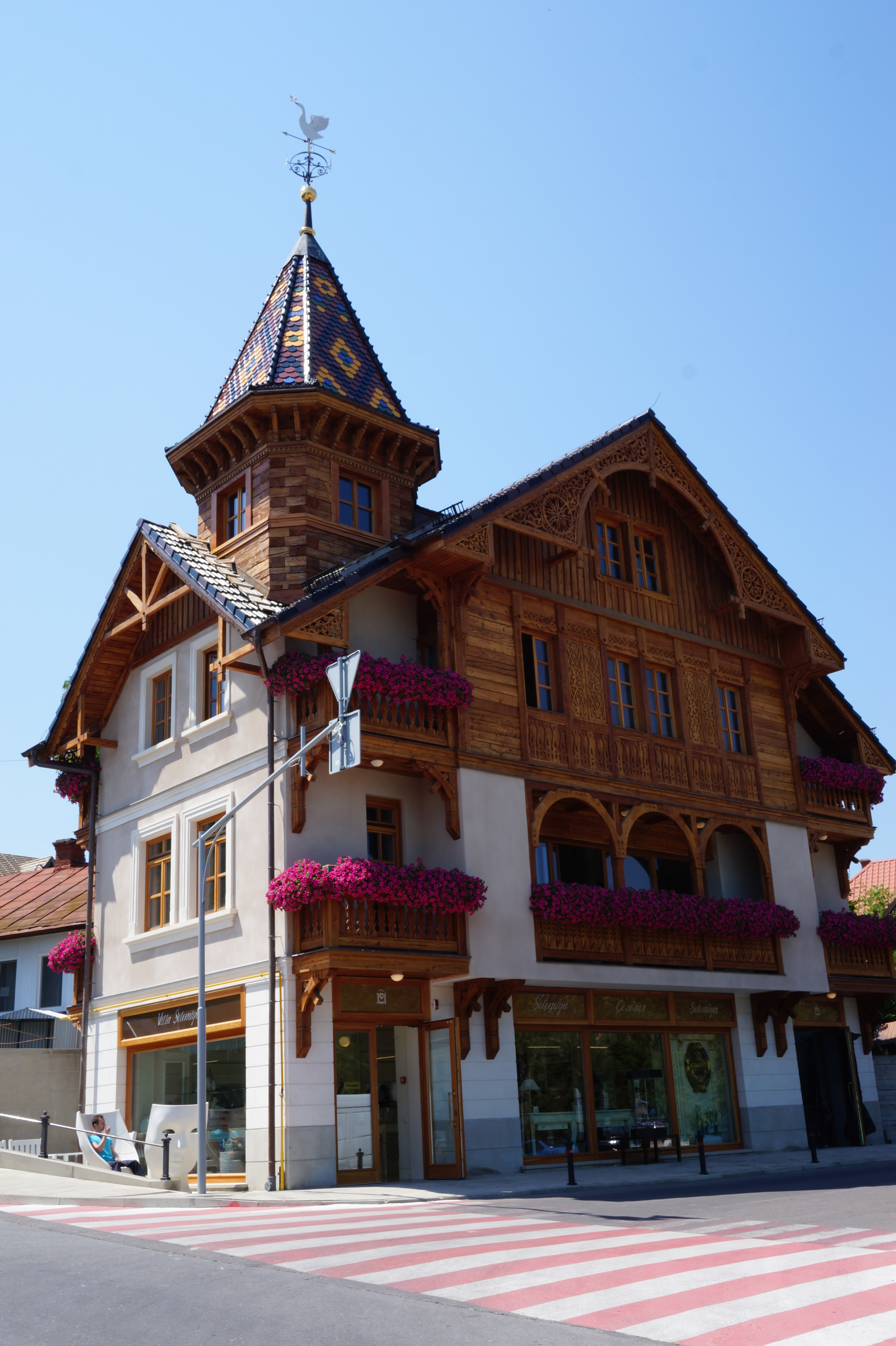
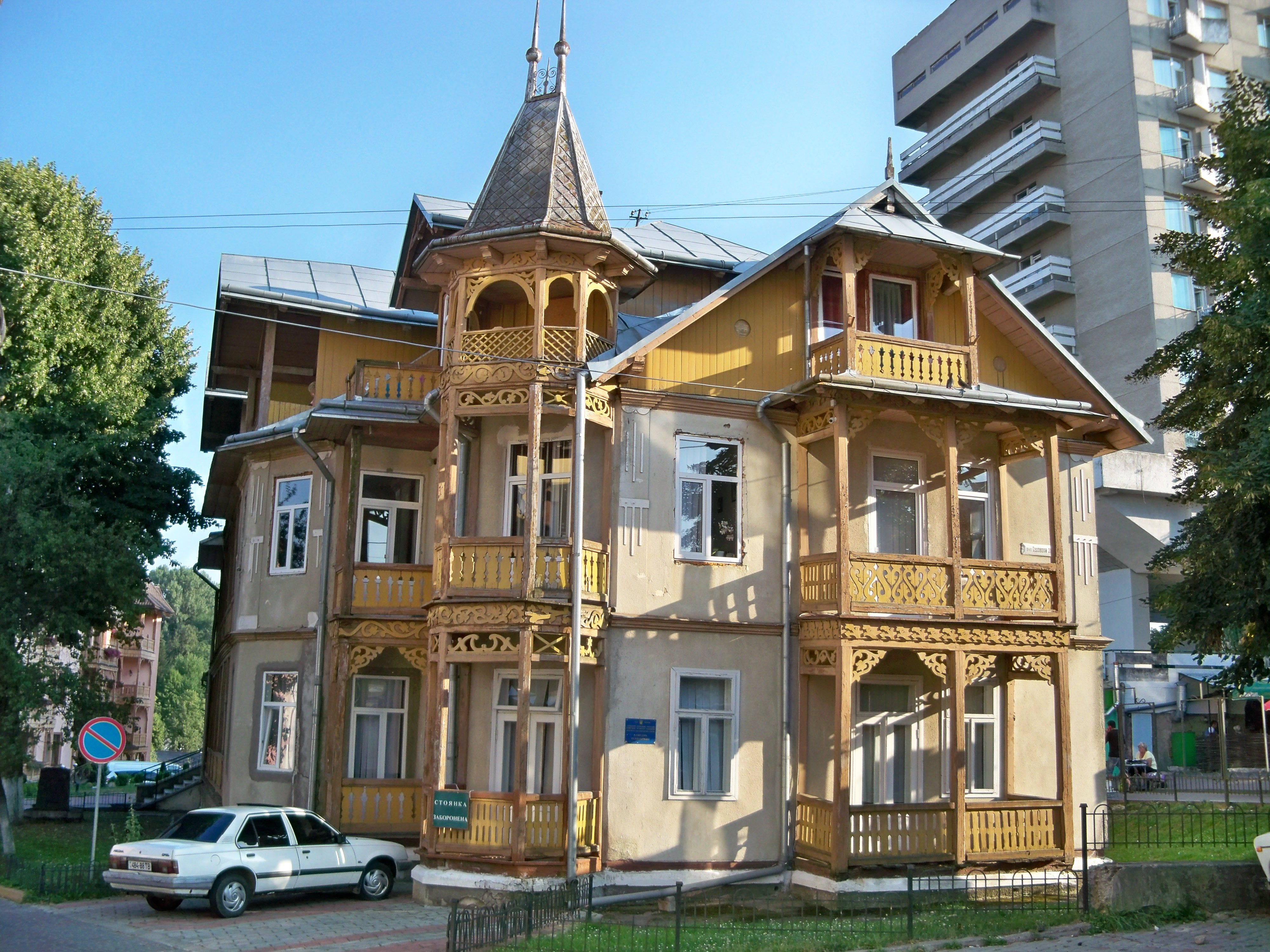
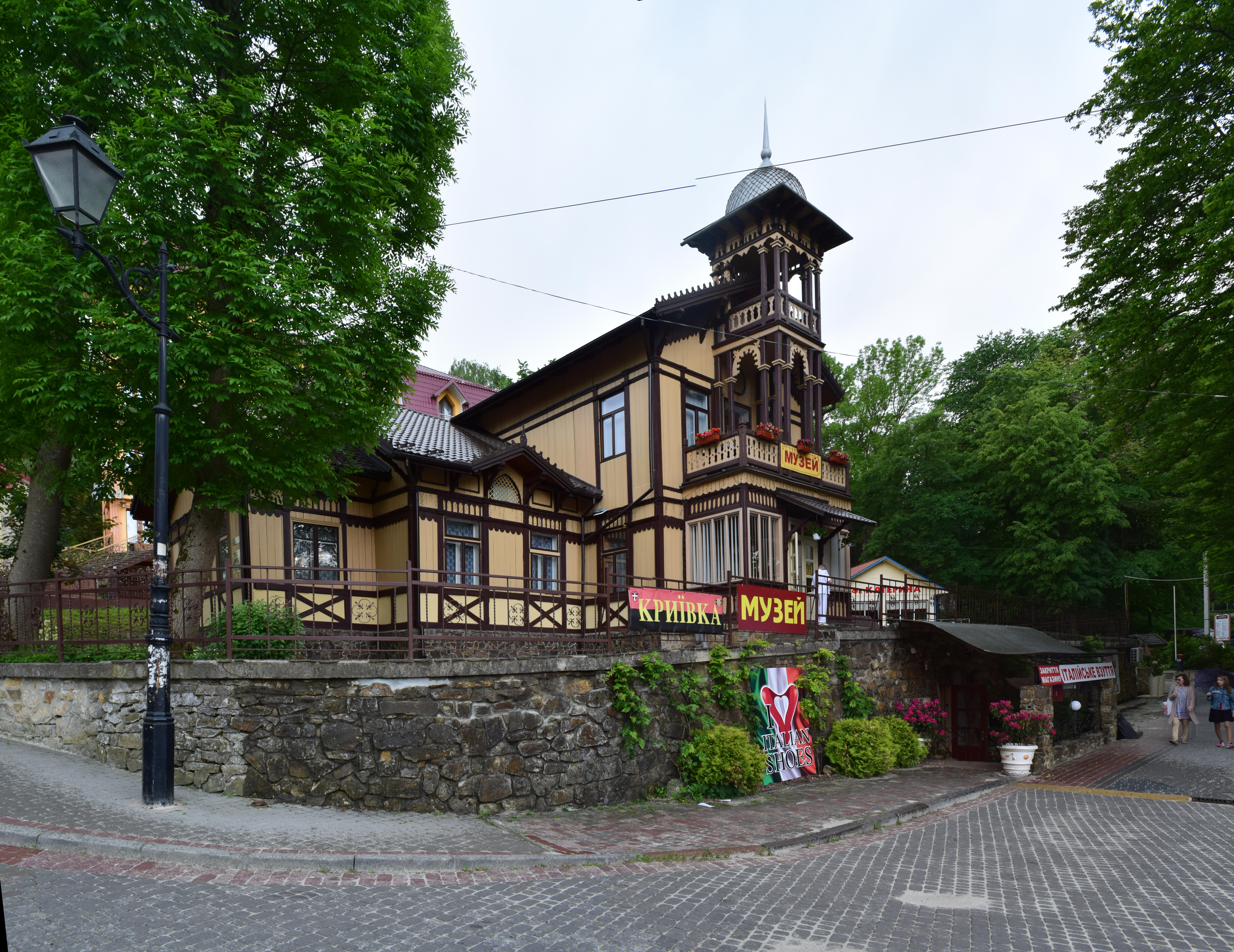
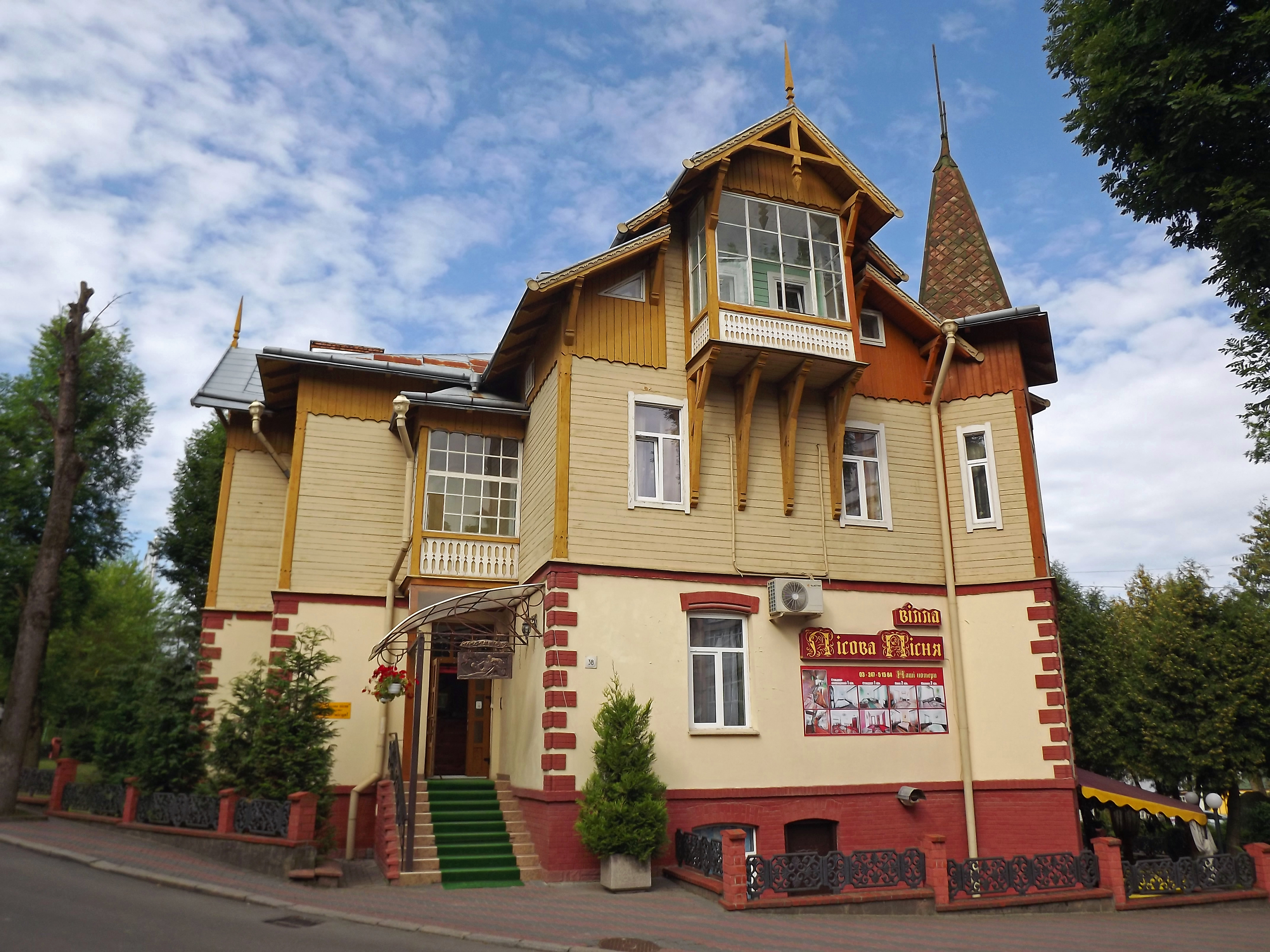
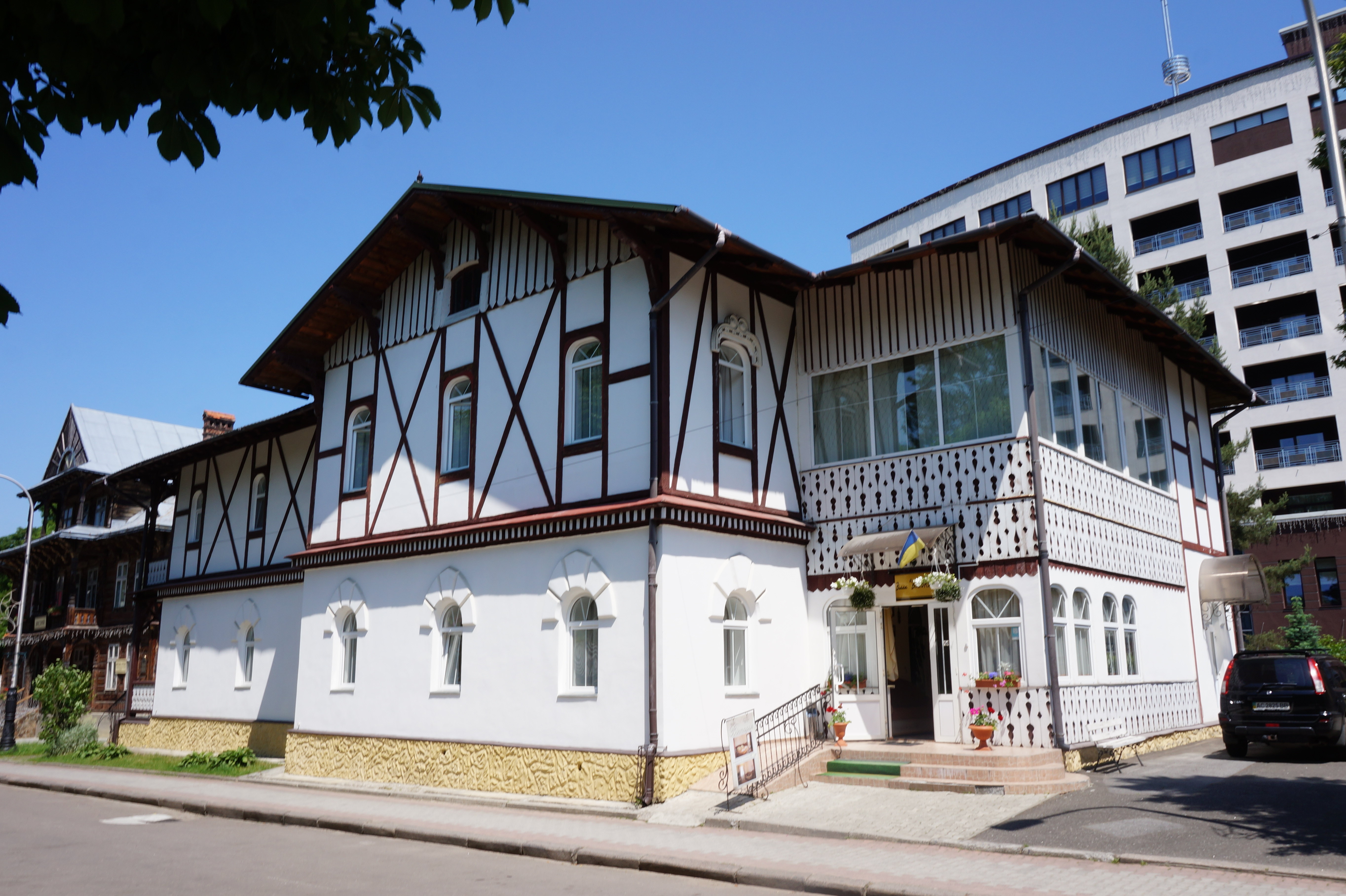
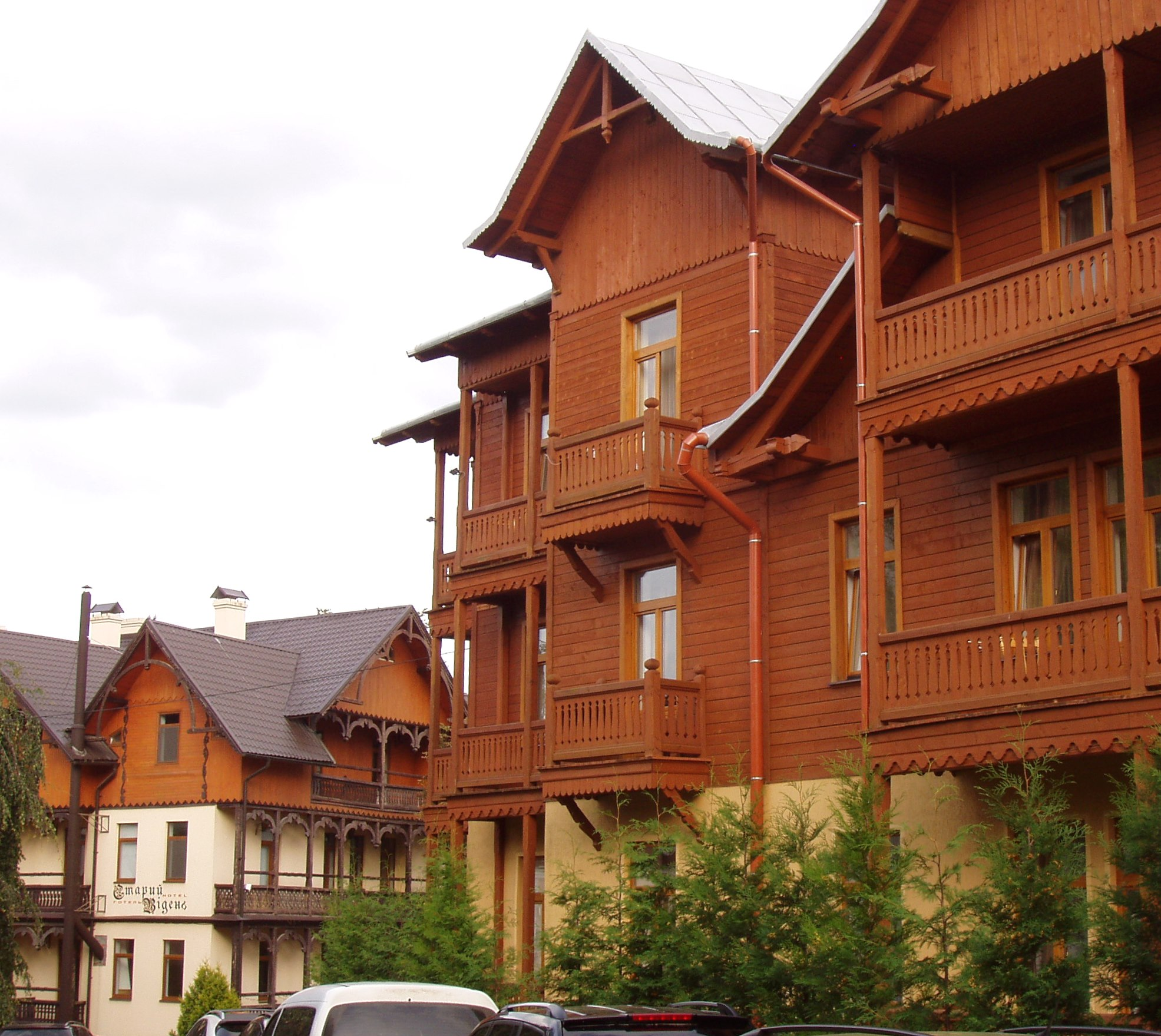
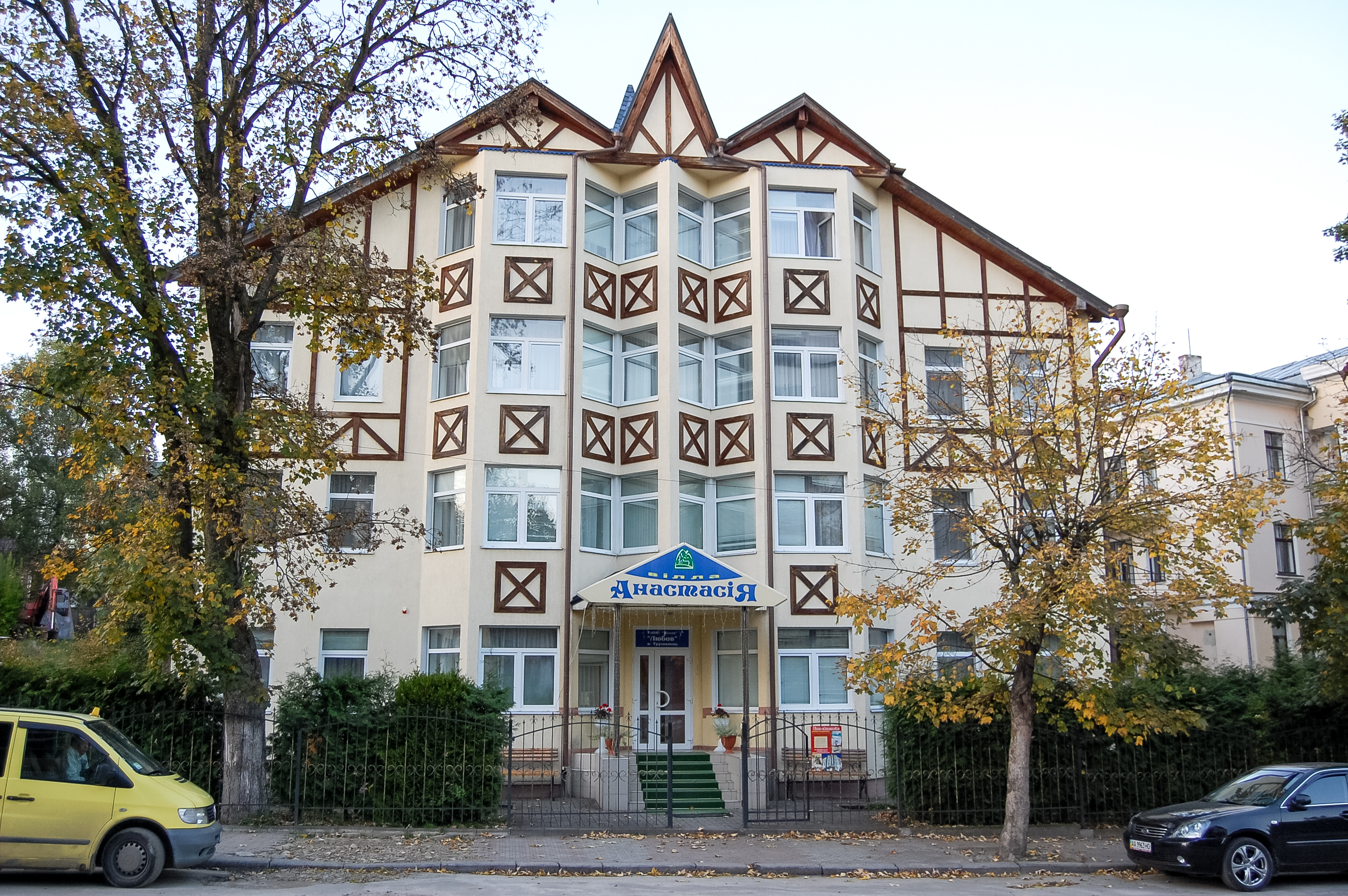
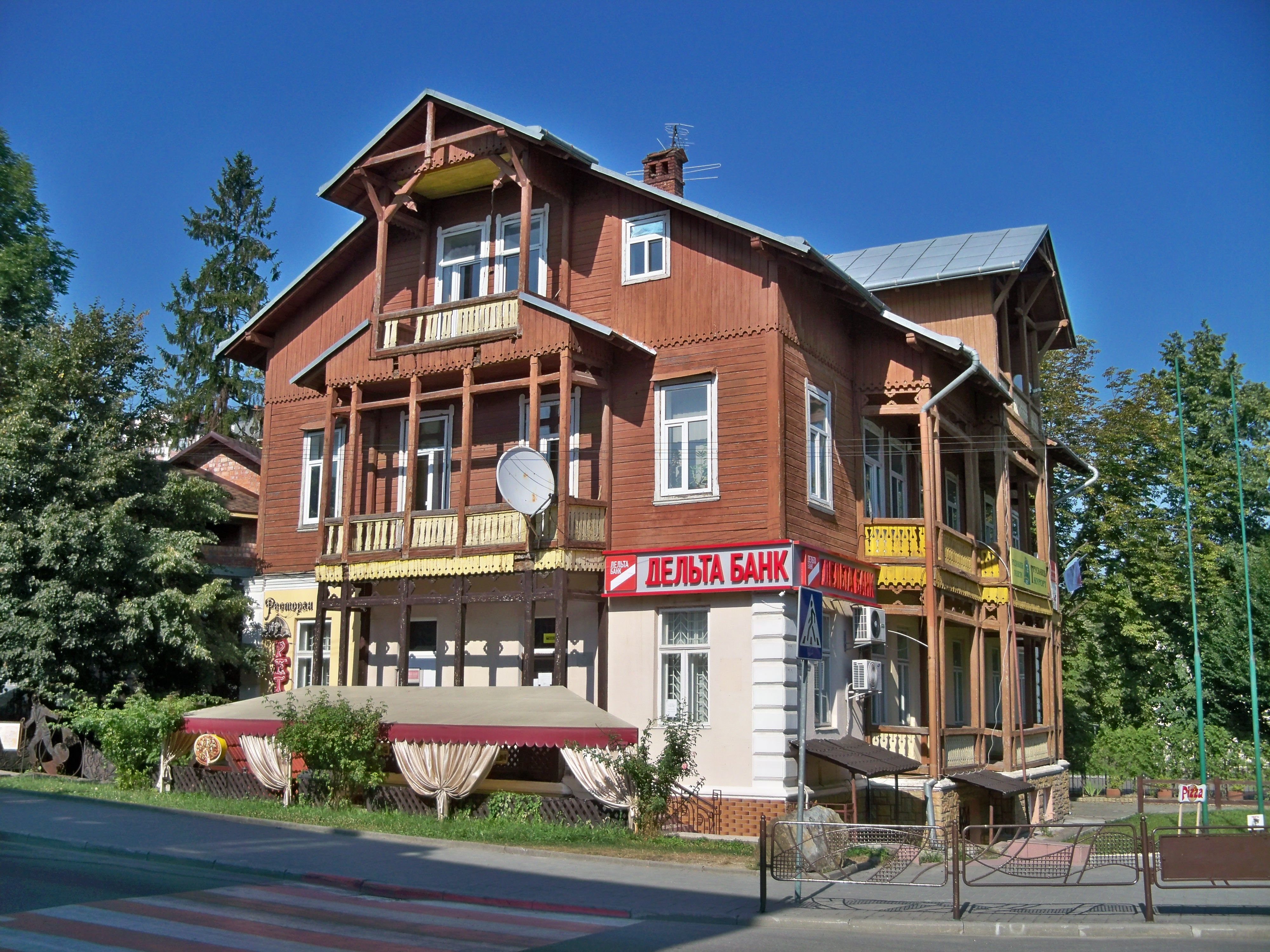
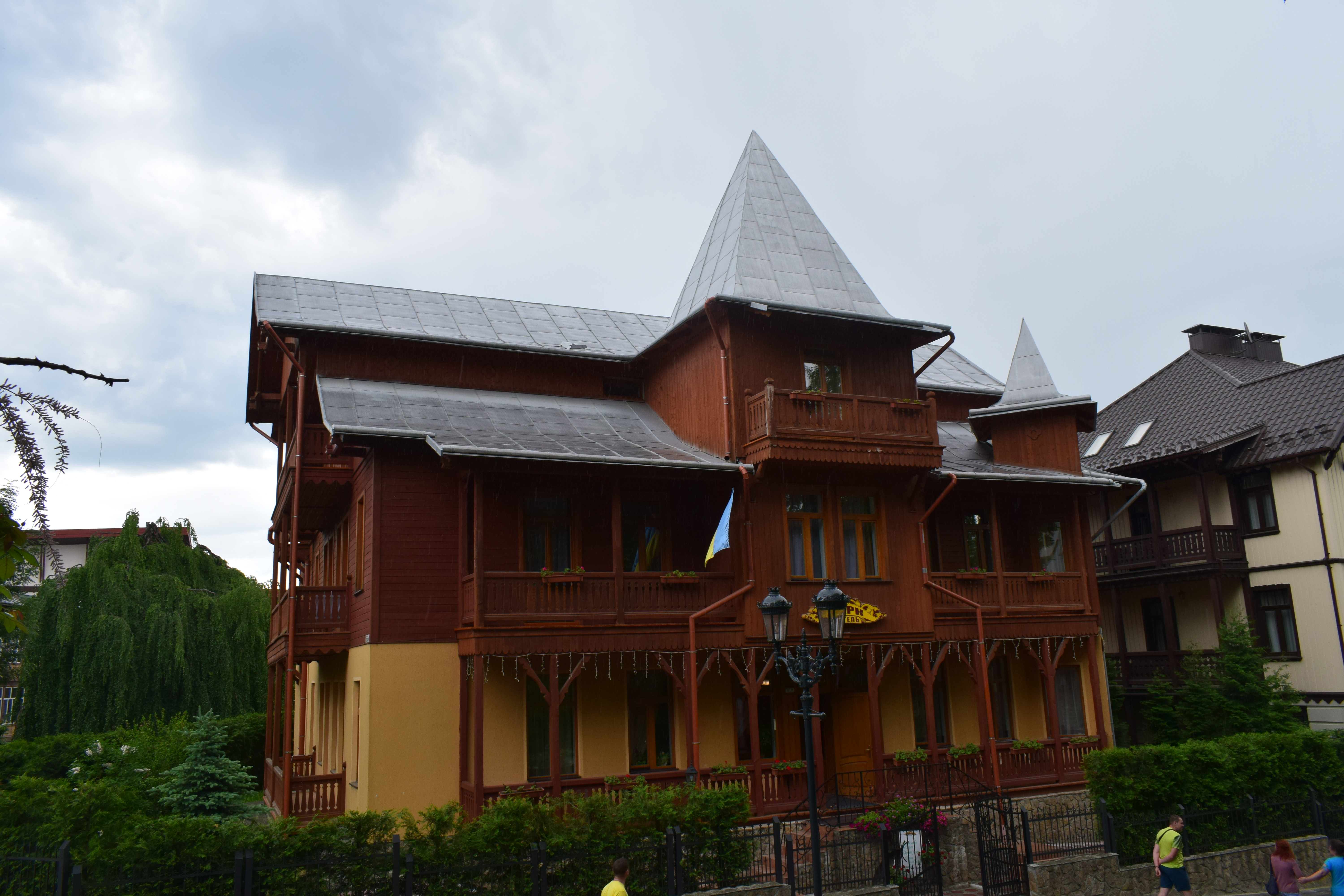
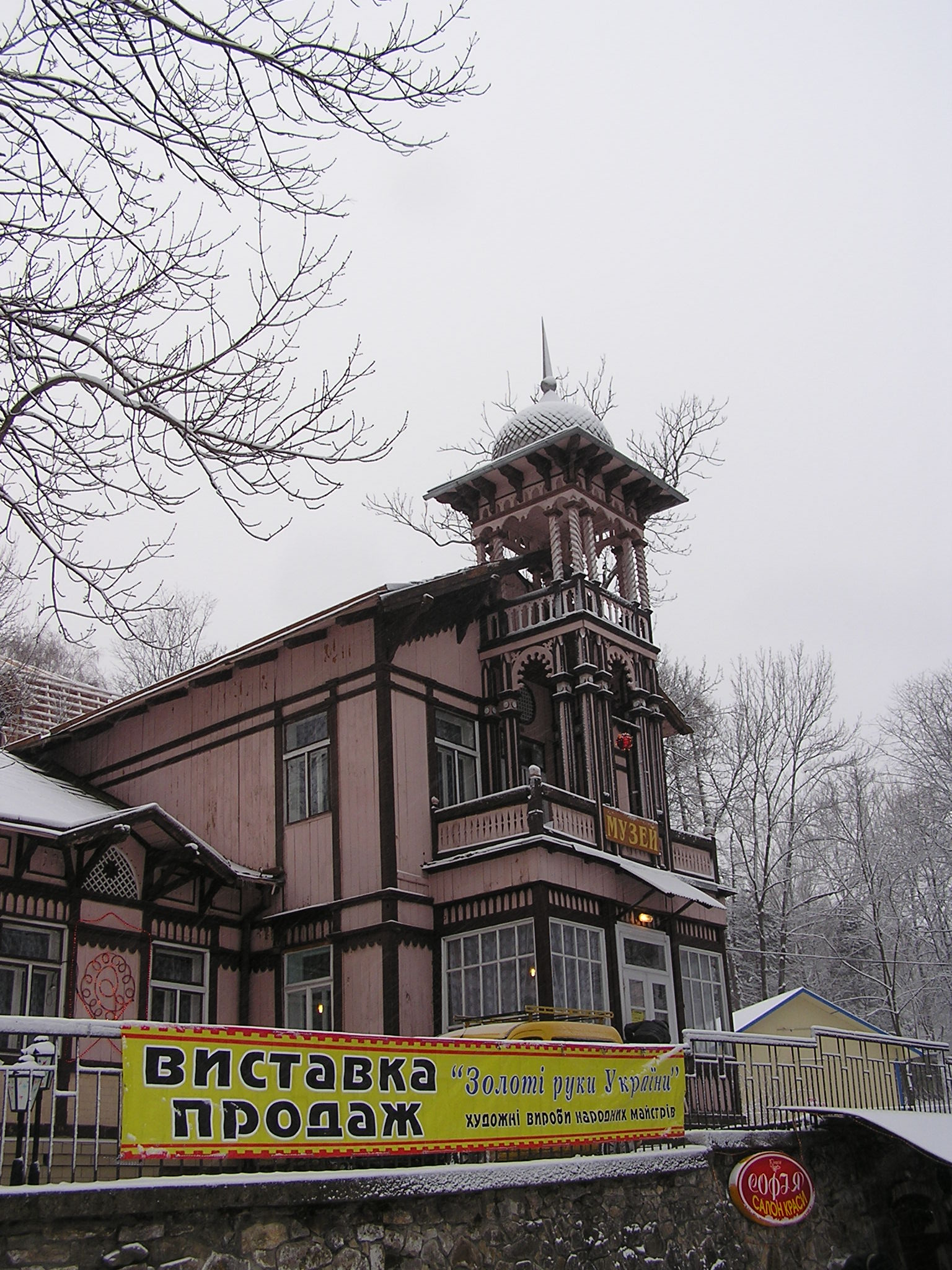
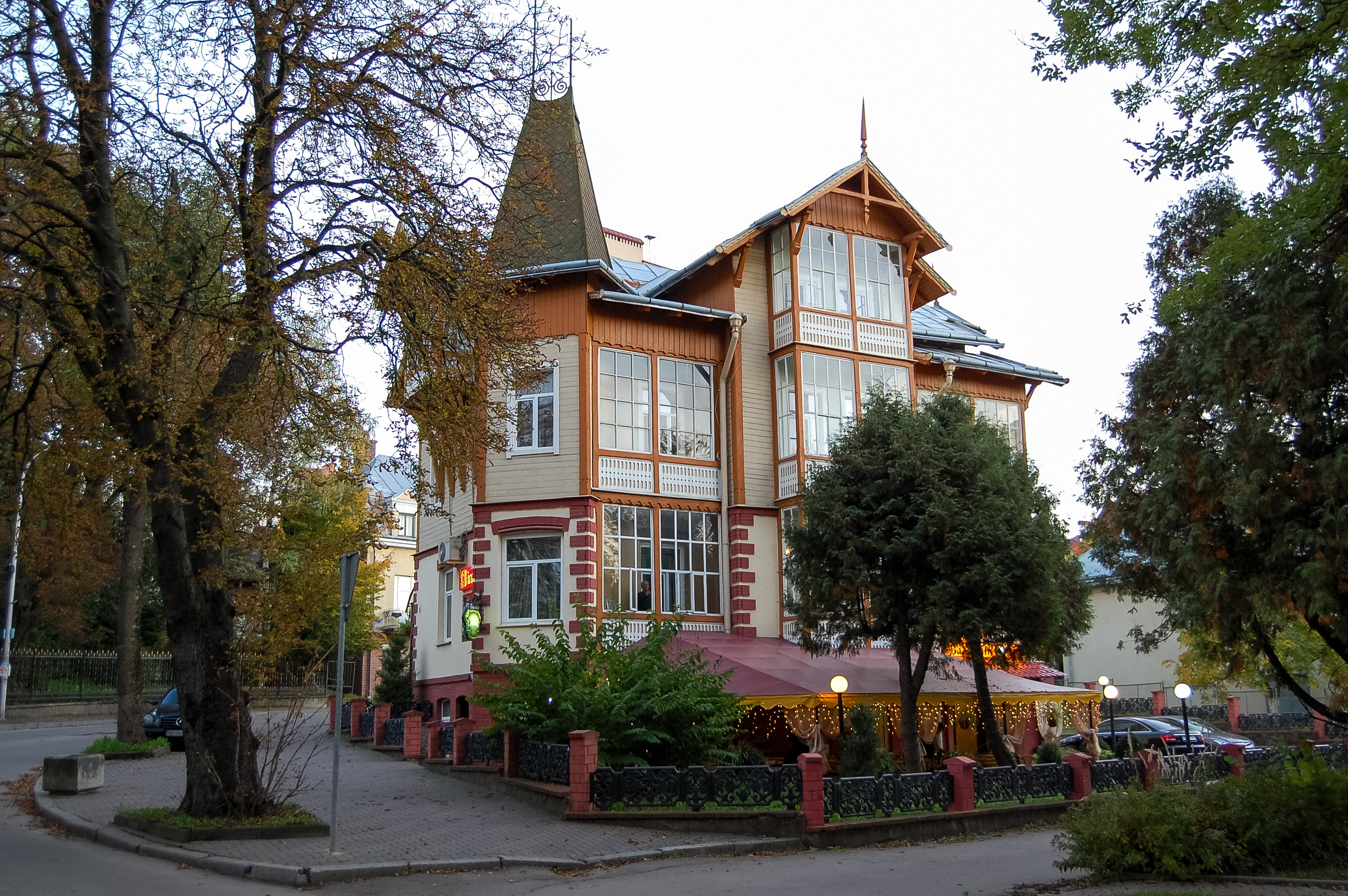
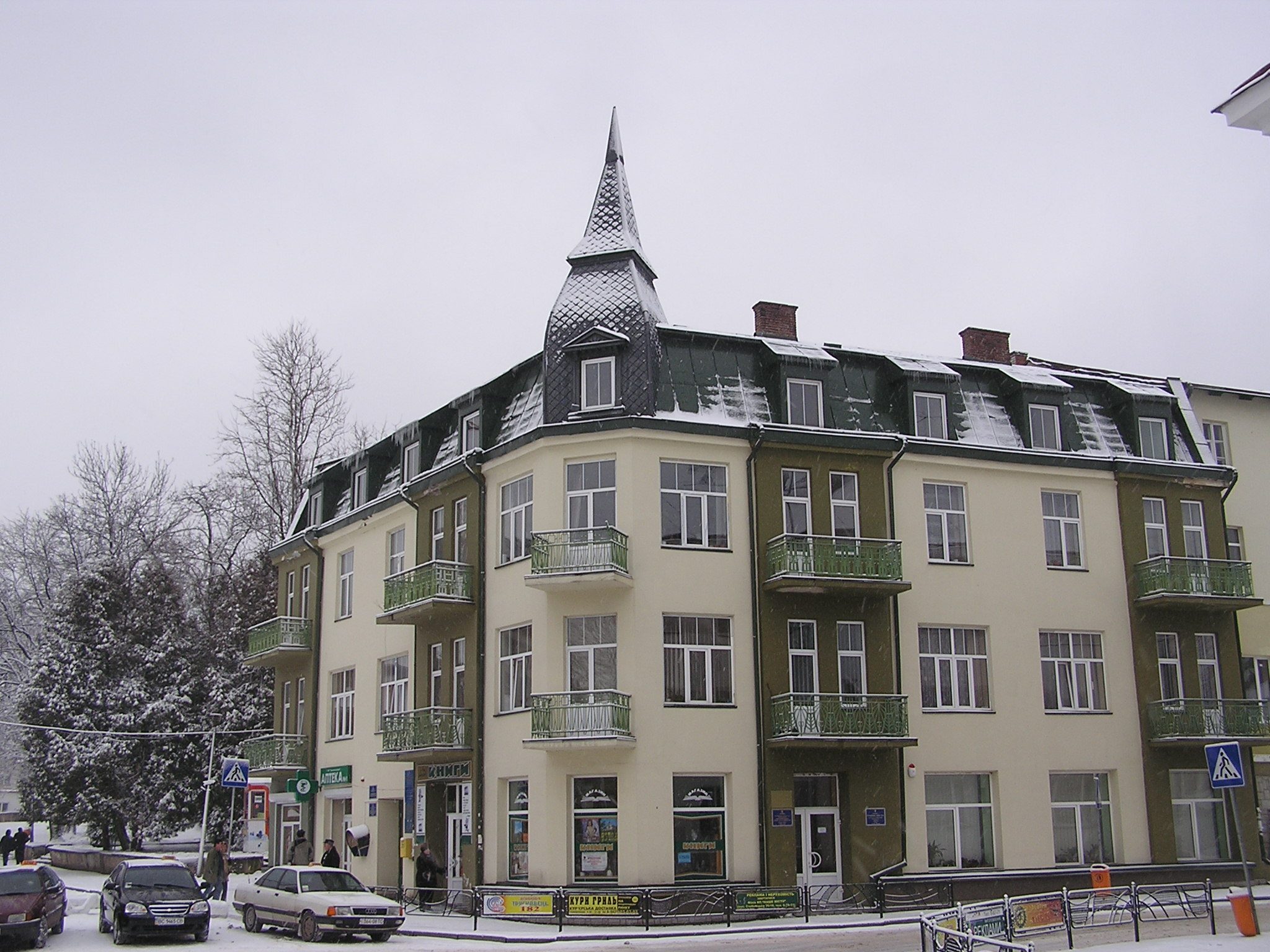
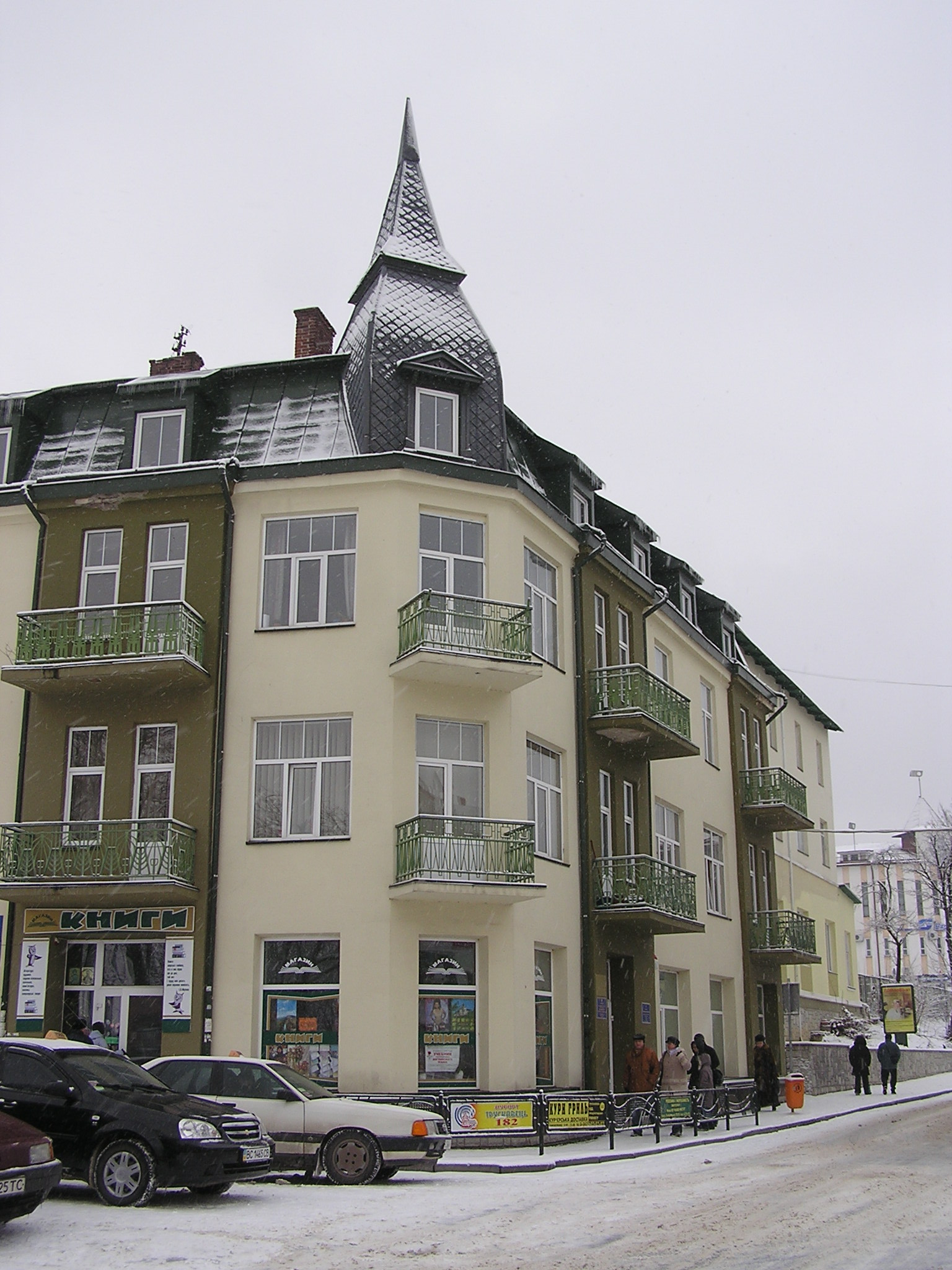
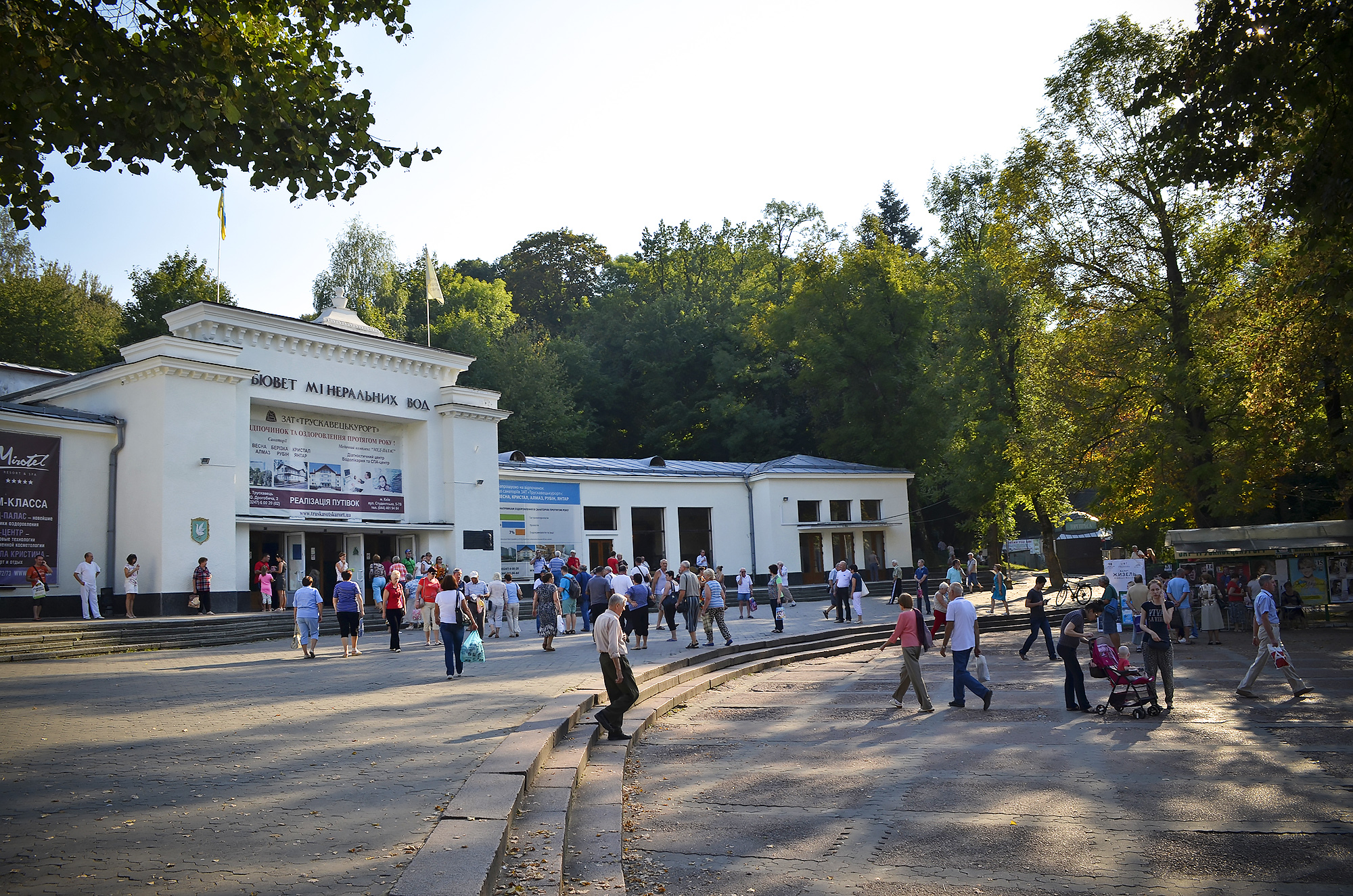
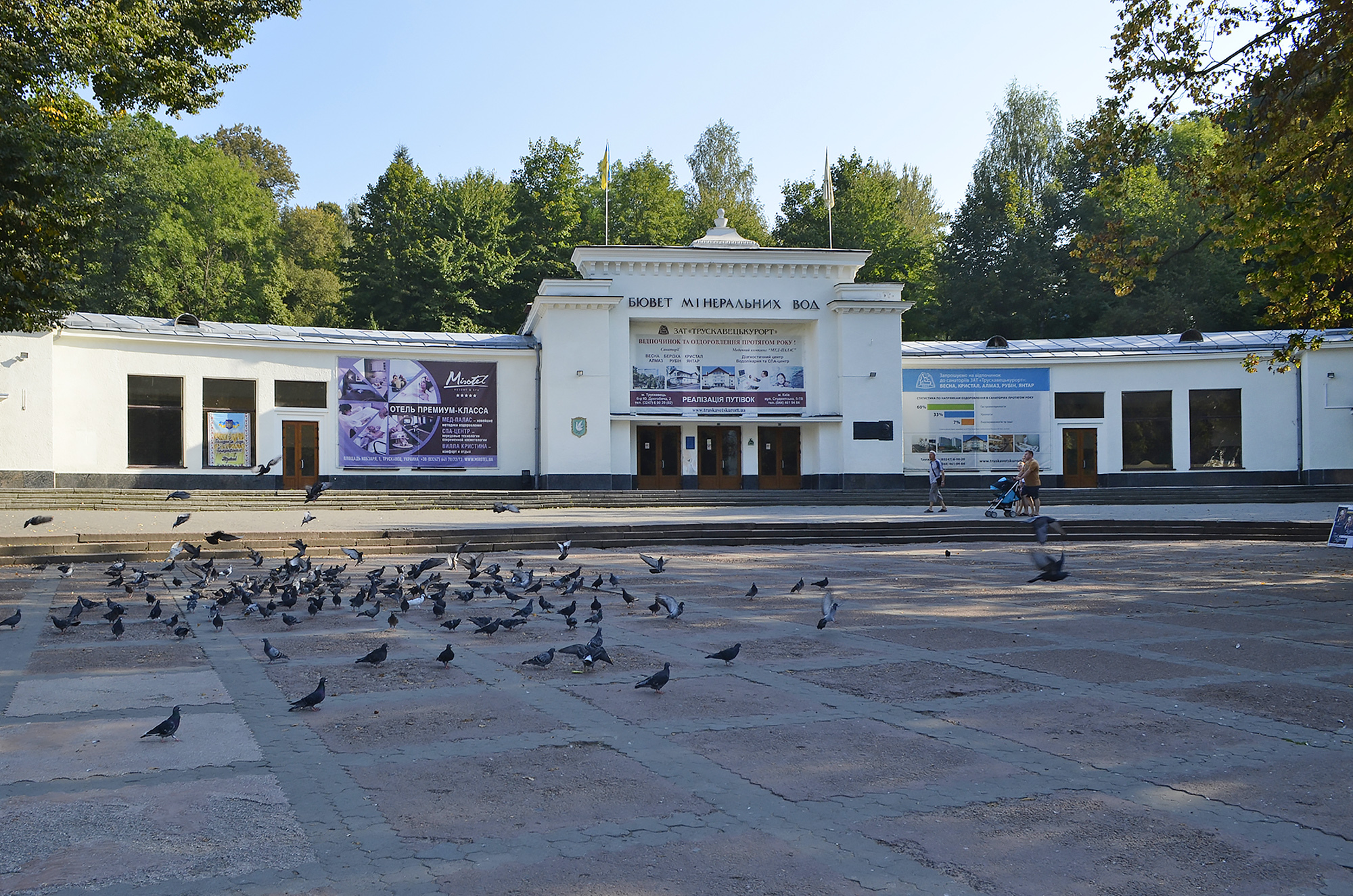
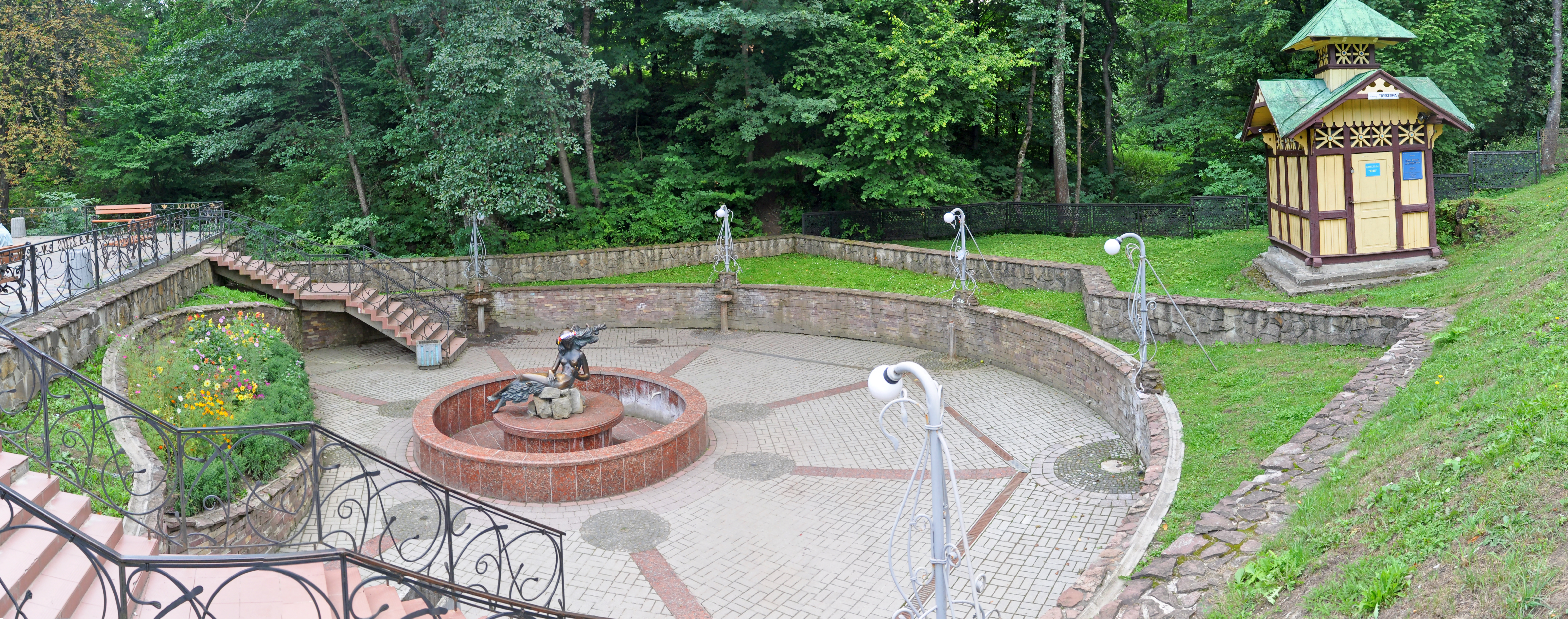
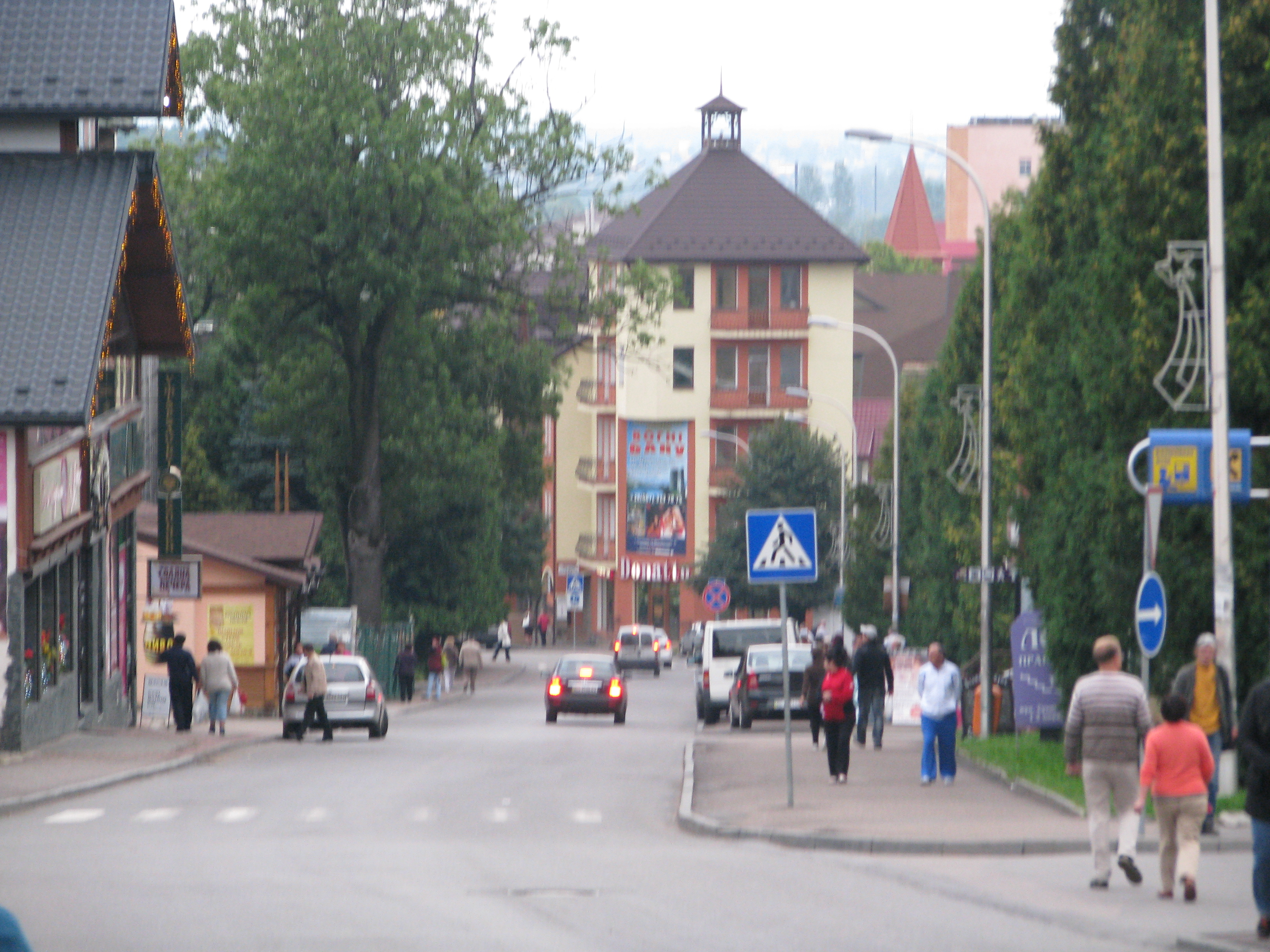
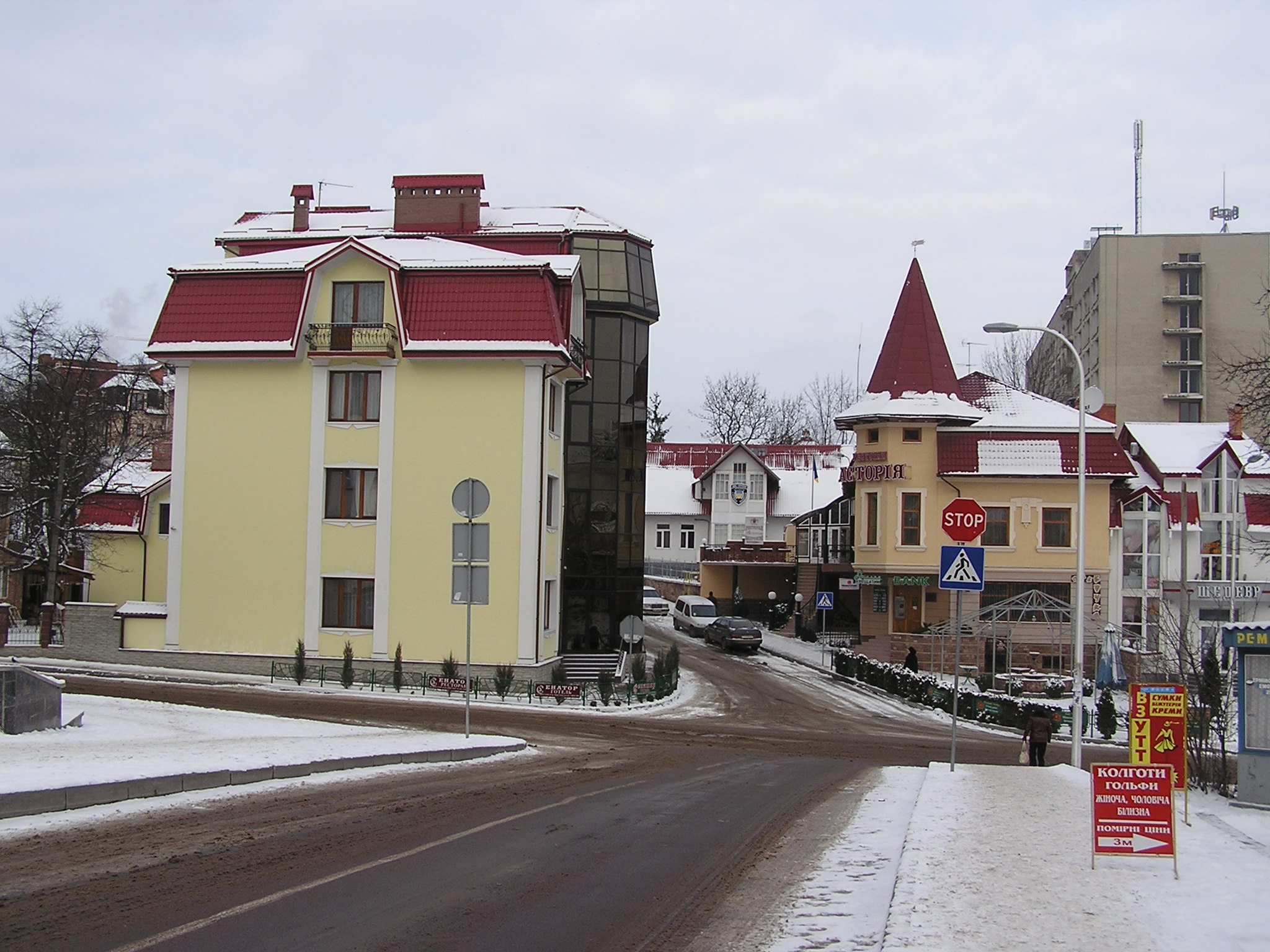
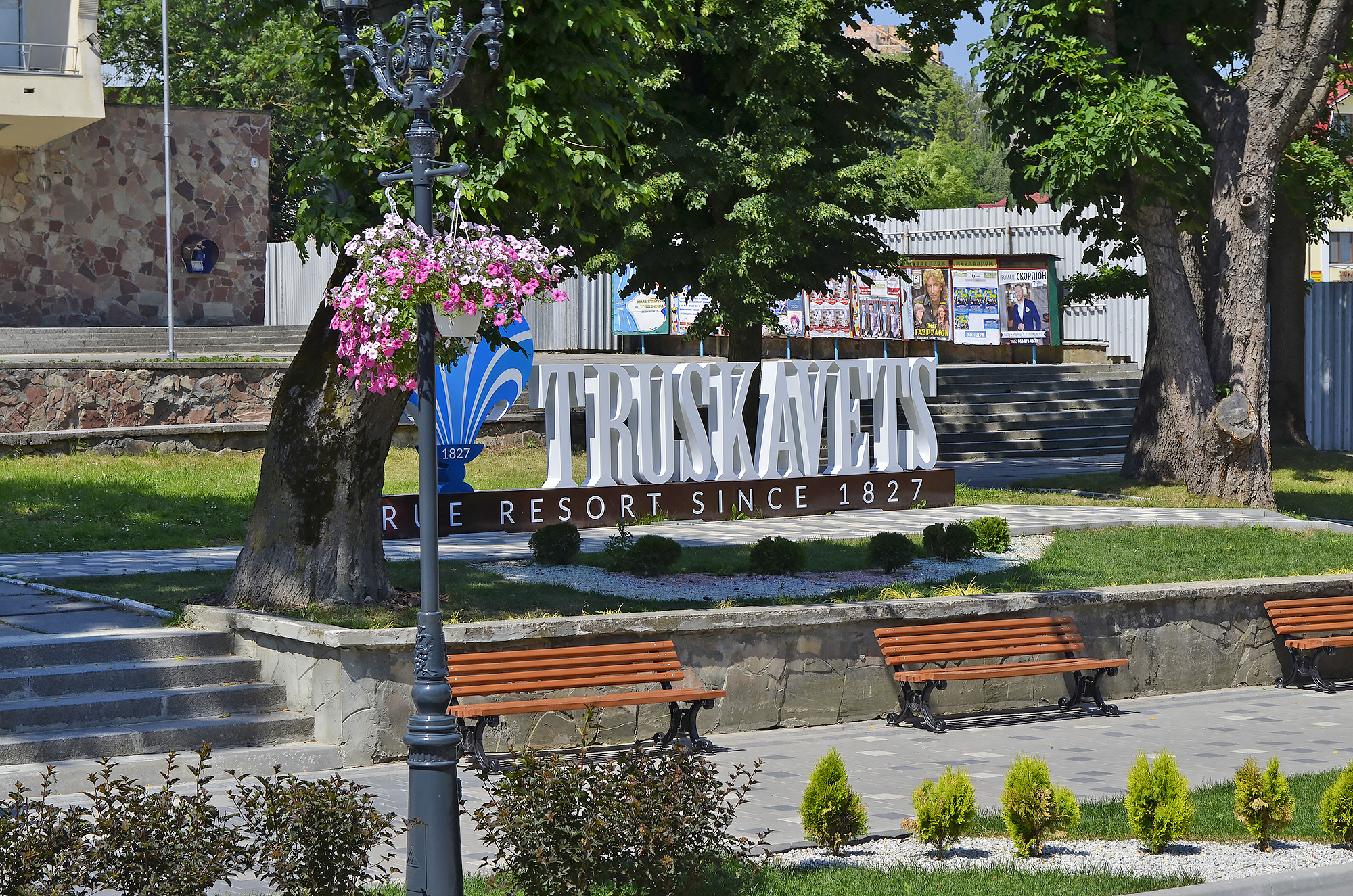
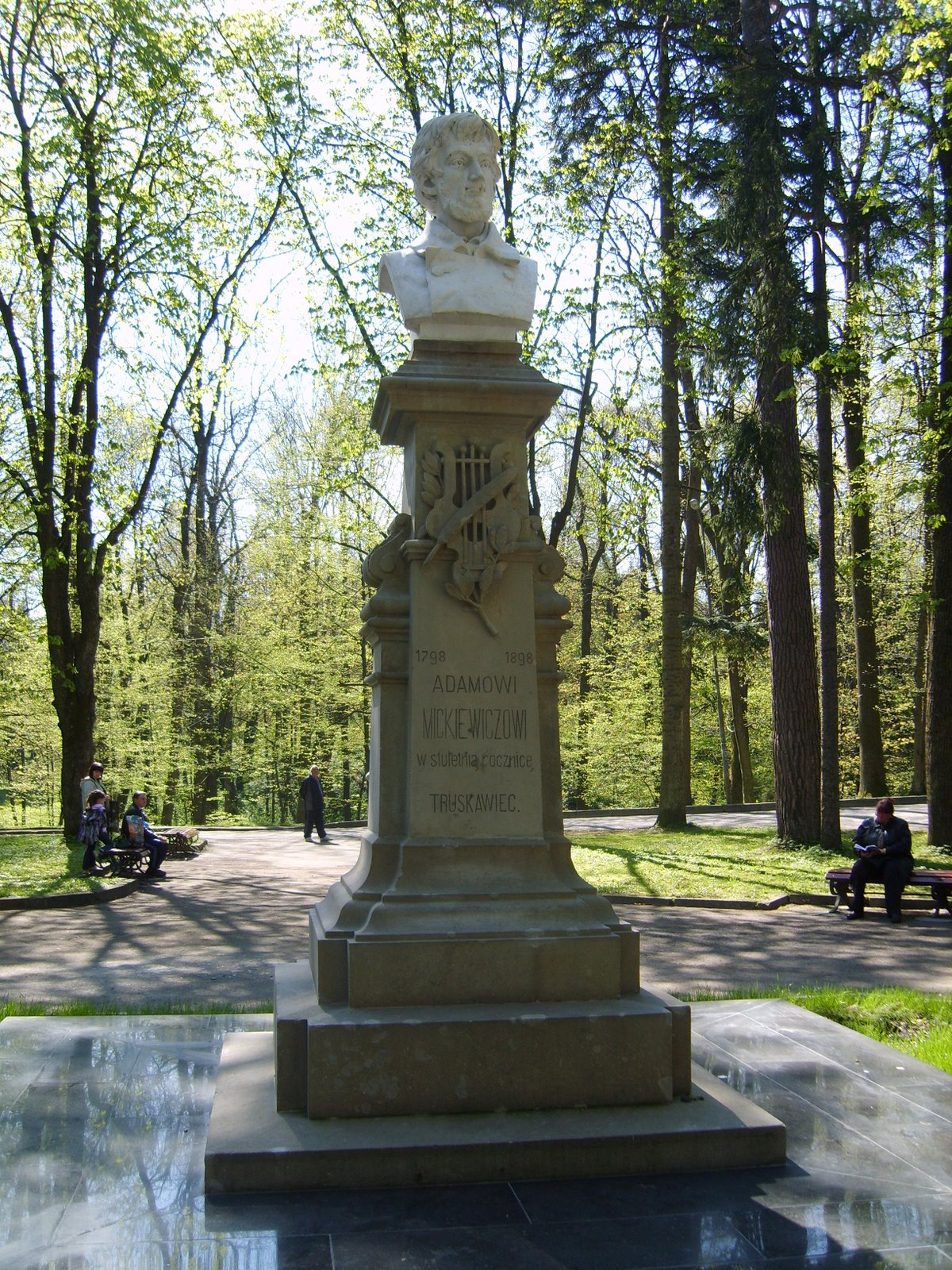
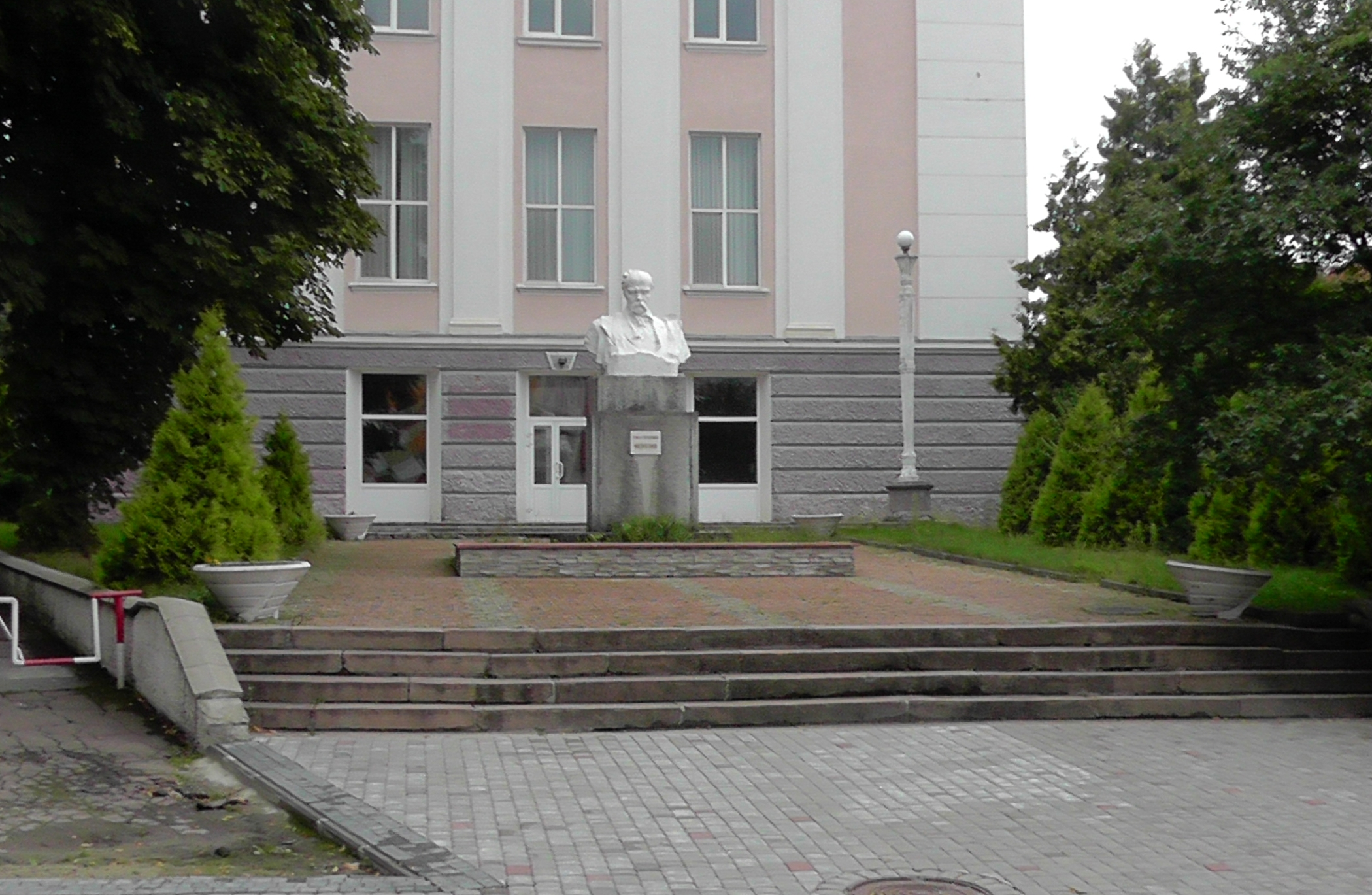
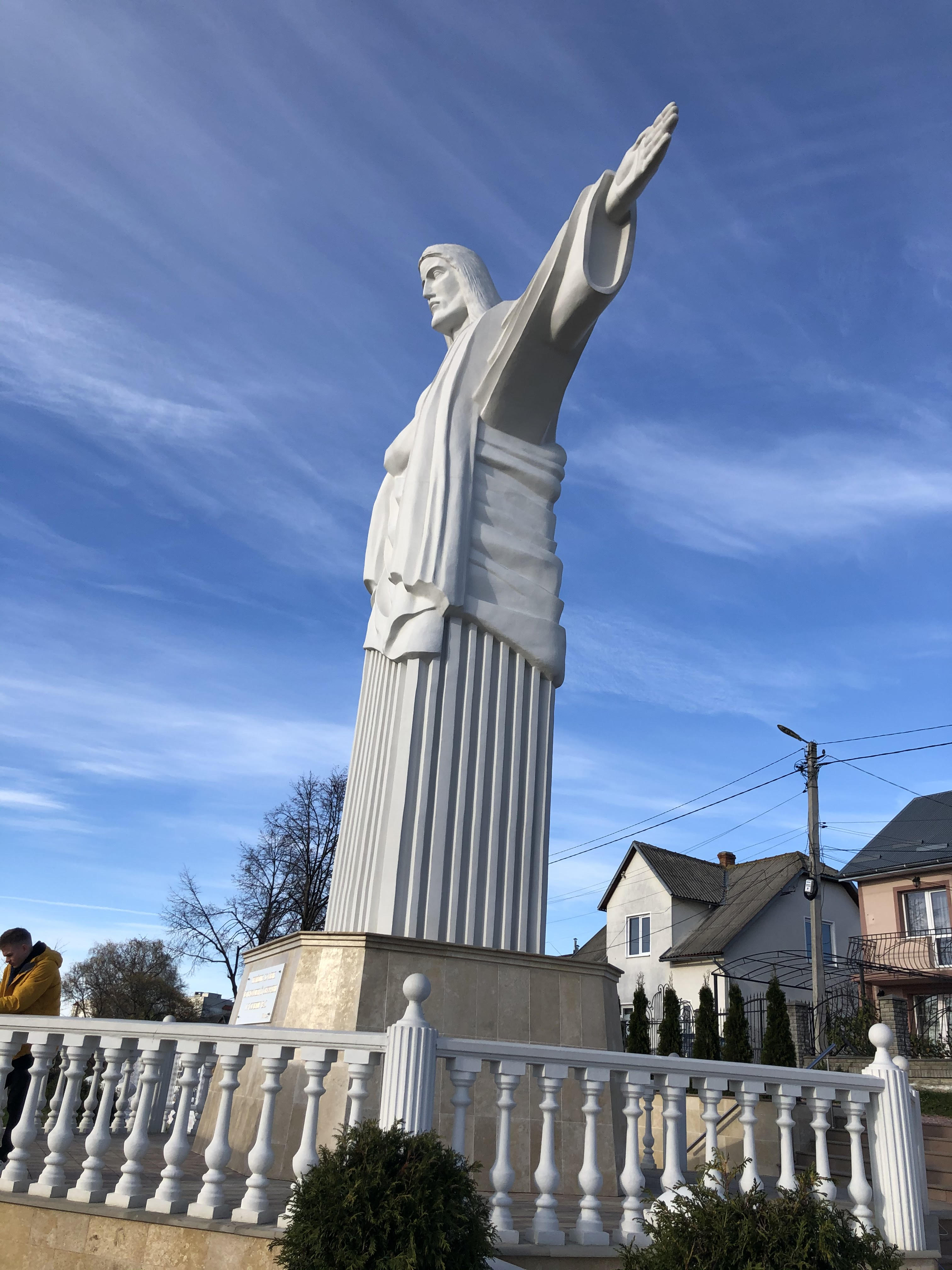
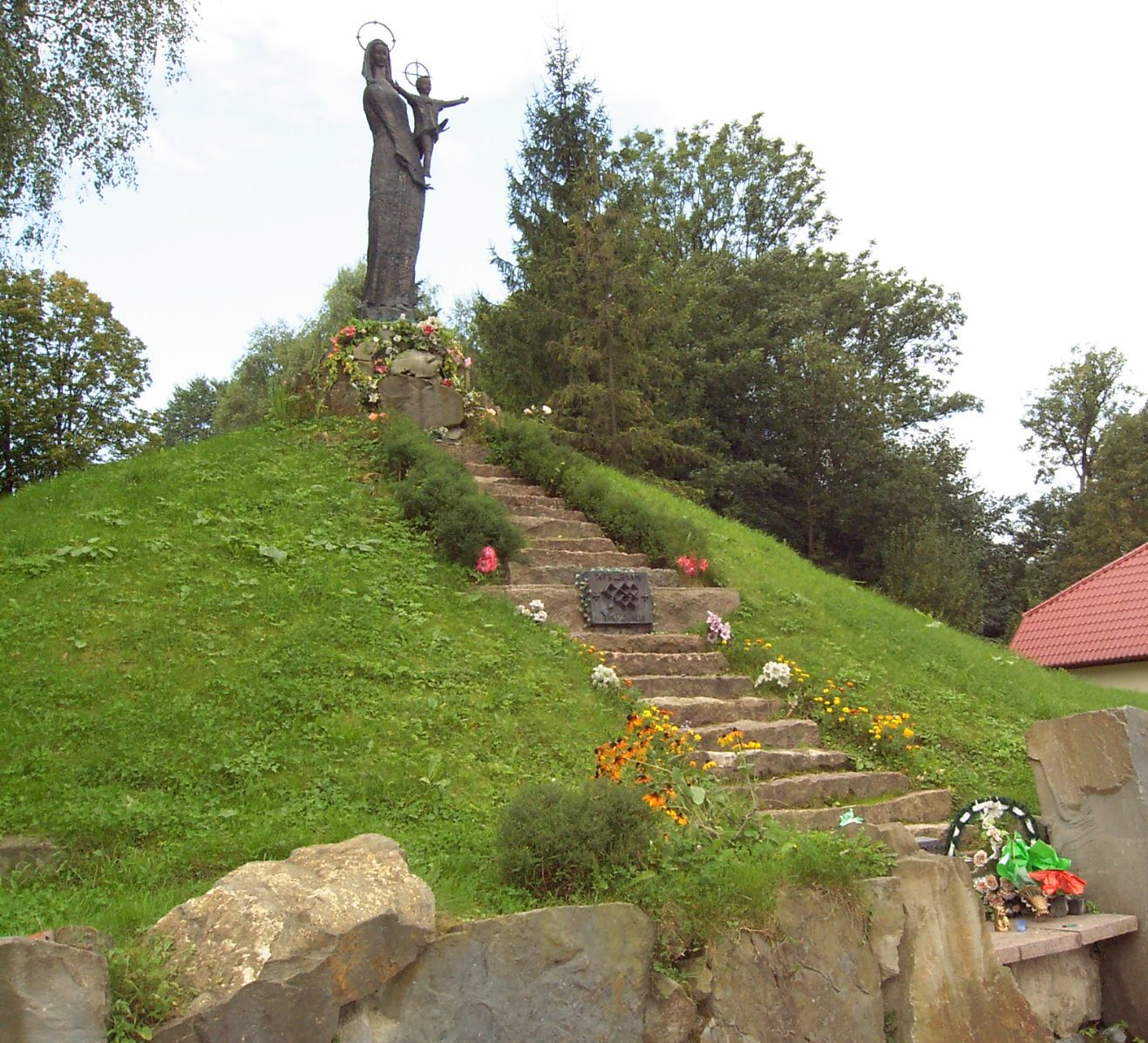
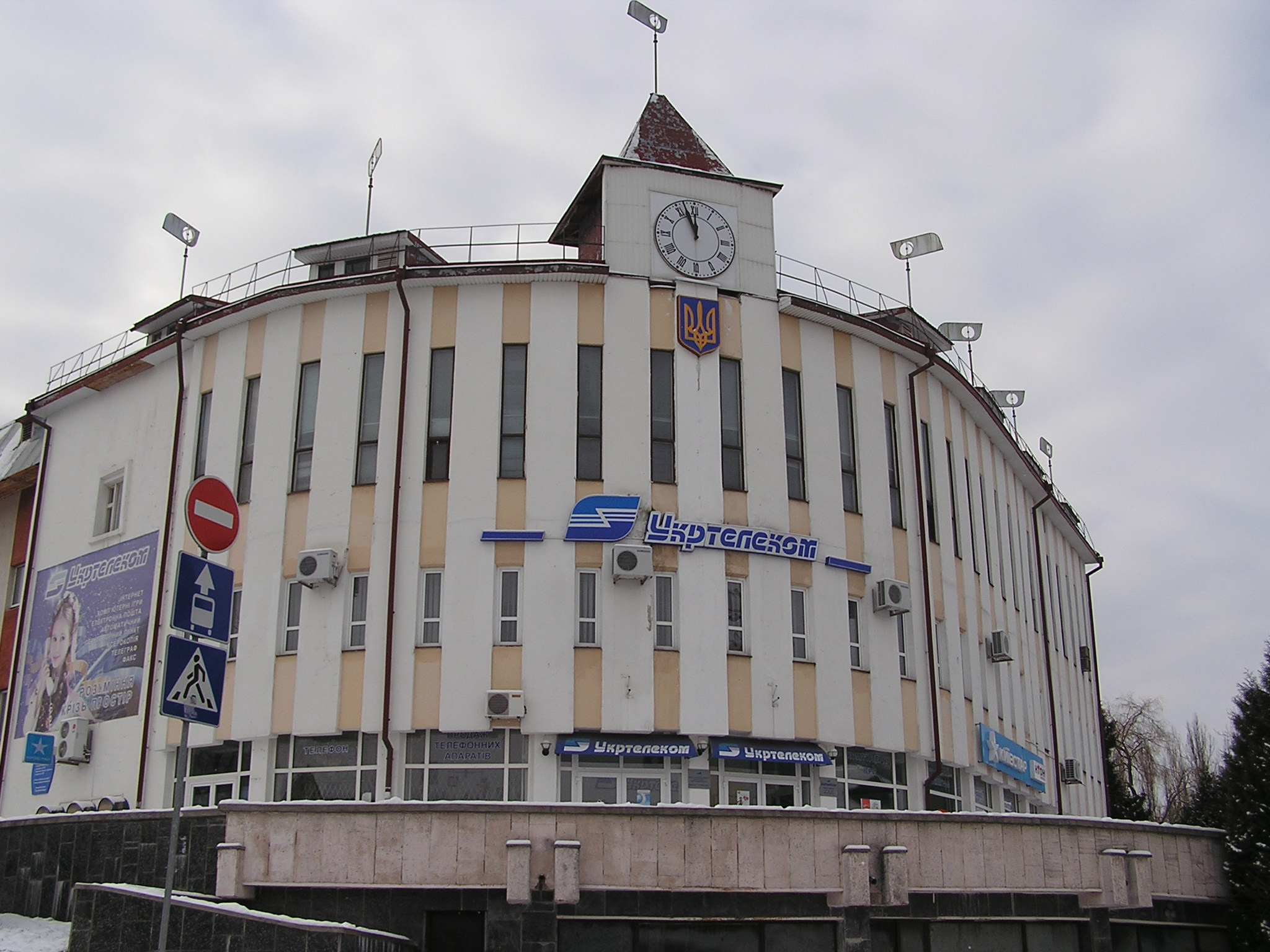

## 友好城市
- 波蘭 普热梅希尔
- 拉脫維亞 盧扎
- 德国 瓦特林根
- 波蘭 亚斯沃
- 波蘭 賈烏多沃
- 斯洛伐克 下庫賓
- 波蘭 烏涅尤夫
- 茨卡爾圖博
- 波蘭 利馬諾瓦
- 波蘭 扎克利库夫乡（波兰语：Zaklików (gmina)）
- 立陶宛 德魯斯基寧凱
- 波蘭 萨诺克
- 波蘭 安諾波爾
- 拉脫維亞 陶格夫匹尔斯
- 乌克兰 斯洛維揚斯克